# متعدد وجوه
في الهندسة، متعدد الوجوه هو شكل ثلاثي الأبعاد ذو وجوه مضلعة مسطحة وحروف مستقيمة وزوايا أو رؤوس مدببة. قد يشير مصطلح "متعدد الوجوه" إما إلى شكل مجسّم أو إلى سطحه المحيط. يشيع استخدام مصطلحي متعدد الوجوه المجسّم وسطح متعدد الوجوه للتمييز بين المفهومين. أيضًا، غالبًا ما يُستخدم مصطلح "متعدد الوجوه" للإشارة ضمنًا إلى البنية الكاملة التي يتكوَّن منها متعدد الوجوه المجسّم، وسطحه، ووجوهه، وحروفه، ورؤوسه.
لمتعدد الوجوه تعريفاتٌ عديدة. ومع ذلك، يُفهم متعدد الوجوه عادةً على أنه تعميم لمضلع ثنائي الأبعاد وتخصيص ثلاثي الأبعاد لمتعدد الأكناف، وهو مفهوم أكثر عمومية في أي عدد من الأبعاد. لمتعدد الوجوه العديد من الخصائص العامة التي تشمل عدد الوجوه، والتصنيف الطبولوجي حسب مميزة أويلر، والثِّنْوِيَّة، وأشكال الرؤوس، ومساحة السطح، والحجم، والخطوط الداخلية، ولامتغير دين، والتناظر. ويعني تناظر متعدد الوجوه أن مظهر متعدد الوجوه لا يتغير بالتحويل مثل الدوران والانعكاس.
يُعرَّف متعدد الوجوه المحدب تعريفًا جيدًا بعدة تعريفات معيارية متكافئة، أحدها هو متعدد الوجوه الذي هو مجموعة محدبة، أو سطح متعدد الوجوه الذي يحده. كل متعدد الوجوه المحدب هو غلاف محدب لرؤوسه، والغلاف المحدب لمجموعة منتهية من النقاط هو متعدد الوجوه. يوجد العديد من عائلات متعددات الوجوه المحدبة، وأكثر الأمثلة شيوعًا هي المكعبات وعائلة الأهرام.

## التسمية
يُسمى متعدد الوجوه أيضًا متعدد الأوجه أو كثير الوجوه أو متعدد السطوح أو كثير السطوح أو المجسم مع أن الأخيرة يقصد بها عمومًا منطقة من الفضاء ثلاثي الأبعاد محاطة بسطحٍ مغلقٍ ثنائي الأبعاد؛ وبخصوص مفهومَي الوجه والسطح، فالأول هو شكل مُسطَّح مُضلَّع يُشكِّل جزء من المحيط الخارجي لمتعدد الوجوه، في حين أن الثاني هو في الحقيقة كامل المحيط الخارجي، شاملًا جميع وجوه المتعدد.
أما عن الاسم الإنجليزي polyhedron، فقد أتى من اليونانية (πολύεδρον)، وفيها يعني المقطع πολύ (poly) «كثير» ويعني المقطع ἕδρον (hedron) «قاعدة» أو «جانب شكل مُجسَّم».

## التعريف
يُميَّز عند تعريف متعددات الوجوه بين المحدَّبة منها وتلك التي لا يشترط أن تكون محدبة، فالأولى لها تعريف دقيق يمكن التعبير عنه بعدد من الصيغ المعيارية المكافئة. أما الأخرى، فما زال تعريفها المُعمَّم إشكاليًا، فقد اقترحت مجموعة من التعاريف الشكلية متفاوتة الدقة لوصفها، لكن لم يُعمَّم أي منها وبقيت مقصورة على سياقات مُحدَّدة. تستبعد بعض هذه التعاريف أشكالًا، غالبًا ما تُعدّ متعددات الوجوه، مثل متعددات الوجوه ذاتية التقاطع، أو تتضمن أشكالًا، لا تُعدّ غالبًا متعددات وجوه صحيحة، مثل المجسمات التي لا تكون حدودها متنوعاتٍ. كما لاحظ برانكو غرونباوم:
"يُمكِن تتبع أصل مشكلة نظرية متعددات الوجوه وصولًا إلى إقليدس، ومرورًا بكتّاب مثل كبلر وبوانسو وكوشي والكثيرين غيرهم... كلهم أخفقوا، على اختلاف عصورهم، في تحديد ماهية متعددات الوجوه".

يوجد، مع ذلك، اتفاق عام على أن متعدد الوجوه مجسّمٌ أو سطح يمكن وصفه برؤوسه، وهي نقاط زاويّة، وحروفه، وهي قطع مستقيمة تربط بين أزواج معينة من الرؤوس، ووجوهه، وهي مضلعات ثنائية الأبعاد، ويُقبل في بعض الأحيان أن له حجمًا داخليًا معينًا ثلاثي الأبعاد. يمكن التمييز بين هذه التعريفات المختلفة وفقًا لطريقة وصفها لمتعدد الوجوه: مجسم، أو سطح، أو اعتمادًا على خصائصه المجرَّدة التي تحددها
هندسة الوقوع.
- لمتعدد الوجوه تعريف شائع وبسيط: مجسَّم يمكن تغطية حدوده بعدد محدود من المُستوِيات،[5]، ويمكن صياغة العبارة السابقة بأسلوب آخر: مجسَّم يتكوَّن من اتحاد عدد منتهٍ من متعددات الوجوه المحدَّبة.[6] وتتطلب التحسينات الطبيعية لهذا التعريف أن يكون المجسَّم محدودًا، وأن يكون له جزء داخلي مترابط، وربما يكون له أيضًا حدود مترابطة. يمكن تعريف وجوه مثل متعدد الوجوه هذا على أنها المُرَكِّبات المترابطة لأجزاء الحدود داخل كل مستوٍ من المستويات التي تغطيه، والحروف والرؤوس على أنها القطع المستقيمة والنقاط التي تلتقي عندها الوجوه. لكن، لا تتضمَّن متعدِّدات الوجوه المُعرَّفة بهذه الطريقة متعدِّدات الوجوه النجمية ذاتية التقاطع، التي قد لا تُشكِّل وجوهها مضلعات بسيطة، وقد تنتمي بعض حروفها إلى أكثر من وجهين.[7]
- التعريفات القائمة على فكرة السطح المحيط بدلًا من المجسم شائعة أيضًا.[8] على سبيل المثال، يعرّف أورورك متعدد الوجوه مجموعة وجوه ناتجة عن اتحاد مضلعات محدبة مُرتّبة في الفضاء ترتيبًا يجعل تقاطع أي مضلعين من المجموعة: رأسًا مشتركًا أو حرفًا مشتركًا أو مجموعةً فارغةً مشتركةً، ويجعل اتحادهما متنوعةً.[9] إذا كان الجزء المستوي من هذا السطح ليس مضلعًا محدبًا في حد ذاته، فإن أورورك يشترط إمكانية تقسيمها إلى مضلعات محدبة أصغر، مع زوايا ثنائية وجوه مسطحة بينها. يُعرِّف غرونباوم متعدد الوجوه غير ذاتي التقاطع، مُعمِّمًا ما سبق كما يأتي: جماعة من المضلعات البسيطة التي تُشكِّل متنوعةً مطمورةً، يقع كل رأس من رؤوسهاعلى ثلاثة أحرف على الأقل، ويتقاطع كل وجهين فقط في رؤوس وحروف مشتركة لكل منهما.[10] يُعرِّف كرومويل متعددات الوجوه في كتابه[الإنجليزية] تعريفًا مشابهًا لكن دون قيد وجود ثلاثة أحرف على الأقل لكل رأس. ومرة أخرى، لا يشمل هذا النوع من التعريفات متعددات الوجوه ذاتية التقاطع.[8] تشكِّل المفاهيم المماثلة أساس التعريفات الطبولوجية لمتعدِّدات الوجوه باعتبارها تقسيمات فرعية لمتنوعة طبولوجية إلى أقراص طبولوجية (الوجوه) التي يُشترط أن تكون تقاطعاتها الزوجية نقاطًا (رؤوسًا) أو أقواسًا طبولوجية (حروفًا) أو المجموعة الخالية. ومع ذلك، توجد متعددات الوجوه الطبولوجية (حتى مع جميع الوجوه مثلثة) التي لا يمكن تحقيقها على هيئة متعددات الوجوه غير ذاتية التقاطع.[11]

الهرم المربع ومتعدد الأكناف المجرد المرتبط به. هنا، يمكن تعريف عناصر الهرم المربع على أنها مجموعة مرتبة جزئيًّا.

- تعتمد إحدى المقاربات الحديثة على نظرية متعددات الوجوه المجردة[الإنجليزية] التي تُعرِّف متعددات الوجوه بأنها مجموعات مرتبة جزئيًا عناصرها رؤوس المتعدد وحروفه ووجوهه. يكون عنصر الرأس ذا ترتيب جزئي أقل من عنصر الحرف عندما يكون الرأس جزءًا من الحرف، وهذا صحيح لوصف العلاقة بين عنصري الحرف والوجه أيضًا. بالإضافة إلى ذلك، يمكن تضمين عنصر سفلي خاص من هذا الترتيب الجزئي (يمثل المجموعة الفارغة) وعنصر علوي يمثل متعدد الوجوه بأكمله. إذا كانت مقاطع الترتيب الجزئي بين العناصر التي تفصل بينها ثلاثة مُستَوَيات (أي بين كل وجه والعنصر السفلي، وبين العنصر العلوي وكل رأس) لها نفس بنية التمثيل المجرد للمضلع، فإن هذه المجموعات المرتبة جزئيًا تحمل نفس المعلومات التي يحملها متعدد الوجوه الطبولوجي.[بحاجة لمصدر] ومع ذلك، غالبًا ما تُخفَّف هذه المتطلبات، بحيث لا يُشترط سوى أن تكون المقاطع بين العناصر التي تفصل بينها مُستَوَيان متماثلان في البنية مثل التمثيل المجرد لقطعة مستقيمة[12] (وهذا يعني أن كل حرف يحتوي على رأسين وينتمي إلى وجهين، وأن كل رأس على وجه ينتمي إلى حرفين من ذلك الوجه). يمكن وصف متعددات الوجوه الهندسية المُعرَّفة بطرق أخرى وصفًا تجريديًّا بهذه الطريقة، ولكن من الممكن أيضًا استخدام متعدِّدات الوجوه المجرَّدة لأنها أساس لتعريف متعدِّدات الوجوه الهندسية. عادةً ما يُعتبَر "تحقيق" متعدِّد الوجوه المجرَّد بمثابة تطبيق من رؤوس متعدِّد الوجوه المجرَّد إلى نقاط هندسية، بحيث تكون نقاط كل وجه في نفس المستوي. يمكن عندئذٍ تعريف متعدد الوجوه الهندسي على أنه تحقيق لمتعدد الوجوه المجرَّد.[13] كما أُخِذت بعين الاعتبار عمليات التحقيق التي تحذف شرط استواء الوجه، أو تفرض متطلبات إضافية للتناظر، أو التي تُقْرِن الرؤوس بأفضية ذات أبعاد أعلى.[12] على عكس التعريفات القائمة على المجسّم والسطح، يعمل هذا جيدًا تمامًا مع متعددات الوجوه النجمية. لكن، من دون قيود إضافية، يسمح هذا التعريف بوجود متعددات وجوه منحلة أو غير أمينة (على سبيل المثال، عن طريق تطبيق جميع الرؤوس إلى نقطة واحدة)، ولم تُحْسَم مسألة كيفية تقييد التحقيقات لتجنب هذه الانحلالات.

يُفهم عادةً، من التعريفات السابقة، أن متعدد الوجوه مثال ثلاثي الأبعاد لمتعدد الأكناف. مثلًا، للمضلع جسم ثنائي الأبعاد وليس له أي وجه، في حين أن لمتعدد الأكناف رباعي الأبعاد جسم رباعي الأبعاد ومجموعة إضافية من "الخلايا" ثلاثية الأبعاد. بخلاف ذلك، يُستخدَم مصطلح "متعدد الوجوه" في بعض أدبيات الهندسة الرياضية ذات الأبعاد العليا لوصف شيء مختلف عن متعدد الأكناف ثلاثي الأبعاد، ومختلف عن متعدد الأكناف بطريقة ما. تُعرِّف بعض المصادر، على سبيل المثال، متعدد الوجوه المحدَّب بأنه تقاطع عدد محدود من أنصاف الأفضية، ومتعدد الأكناف بأنه متعدد وجوه محدود. تقتصر هذه المقالة على تناول متعددات الوجوه ثلاثية الأبعاد.

## المميزات العامة

### التصنيف الطبولوجي

موازي وجوه رباعي نصف سداسي، وهو متعدد وجوه ذاتي التقاطع غير قابل للتوجيه له أربعة أوجه مثلثة (أحمر) وثلاثة أوجه مربعة (أصفر). كما هو الحال مع شريط موبيوس أو قارورة كلاين، يمكن أن يصل مسار مستمر على طول سطح متعدد الوجوه هذا إلى نقطة على الجانب المقابل للسطح من نقطة البداية، مما يجعل من المستحيل فصل السطح إلى داخل وخارج. (من الناحية الطبولوجية، متعدد الوجوه هذا هو مستو إسقاطي حقيقي).

بعض متعددات الوجوه لها جانبان مختلفان لسطحها. على سبيل المثال، يمكن إعطاء كلٍ من الجزء الداخلي والخارجي لنموذج ورقي لمتعدد الوجوه المحدب بلون مختلف (على الرغم من أن اللون الداخلي سيكون مخفيًا عن الأنظار). متعددات الوجوه هذه قابلة للتوجيه. وينطبق الأمر نفسه على متعددات الوجوه غير المحدبة التي لا تحتوي على تقاطعات ذاتية. يمكن تلوين بعض متعددات الوجوه غير المحدبة غير ذاتية التقاطع بالطريقة نفسها ولكن بها مناطق مقلوبة "من الداخل إلى الخارج" بحيث يظهر كلا اللونين من الخارج في أماكن مختلفة؛ وهذه لا تزال تعتبر قابلةً للتوجيه. ومع ذلك، بالنسبة لبعض متعددات الوجوه الأخرى ذاتية التقاطع ذات الوجوه المضلعة البسيطة مثل مُوَازي الوجوه الرباعي نصف السداسي لا يمكن تلوين جانبي كل وجه بلونين مختلفين بحيث يكون للوجهين المتجاورين ألوان متناسقة. في هذه الحالة يُقال إن متعدد الوجوه غير قابل للتوجيه. قد لا يكون من الواضح ما يعنيه أن تكون الوجوه المتجاورة ملونة تلوينًا متناسقًا بالنسبة إلى متعددات الوجوه ذات الوجوه المتقاطعة ذاتيًّا، لكن بالنسبة إلى هذه المتعددات يظل من الممكن تحديد ما إذا كانت قابلة للتوجيه أو غير قابلة للتوجيه لأن مُجمَّع خلوي طبولوجي له الوقوعات نفسها بين رؤوسها وحروفها ووجوهها.
يمكن اعتماد مميزة أويلر للتمييز بدقة بين سطوح متعددات الوجوه، تضم صيغتها أعداد رؤوس متعدد الوجوه {\displaystyle V} وحروفه {\displaystyle E} ووجوهه {\displaystyle F}، وهي ترتبط بعضها مع بعض لإنتاج العدد {\displaystyle \chi } كما يأتي:
{\displaystyle \chi =V-E+F\ }
تُستخدم صيغة مميزة أويلر نفسها أيضًا لأنواع أخرى من السطوح الطبولوجية. وهي من لامتغيرات السطح، ما يعني أنه عند تقسيم السطح الواحد إلى رؤوس وحروف ووجوه بأكثر من طريقة، تكون مميزة أويلر هي نفسها لهذه التقسيمات الجزئية. بالنسبة إلى متعدد الوجوه المحدب، أو بشكل أعم أي متعدد وجوه بسيط الارتباط له سطح كرة طبولوجية، فإن مميزته تساوي دائمًا 2. بالنسبة إلى الأشكال الأكثر تعقيدًا، ترتبط خاصية أويلر بعدد الثقوب أو المقابض أو القبعات المتصالبة شبه الطارية في السطح وتكون أقل من 2. جميع متعددات الوجوه ذات مميزات أويلر فردية العدد غير قابلة للتوجيه. قد يكون الشكل المعطى ذو مميزة أويلر زوجية قابلًا للتوجيه أو غير قابل للتوجيه. على سبيل المثال، الطاراني وحيد الثقب وقارورة كلاين لهما {\displaystyle \chi =0}، حيث يكون الأول قابلًا للتوجيه والأخرى غير قابلة للتوجيه.
يلزم، في العديد من طرق تعريف متعدد الوجوه، أن يكون سطحه متنوعةً، ولكن هذا ليس شرطًا لازمًا في التعاريف كلها. يعني أن يكون سطح متعدد الوجوه متنوعةً أن كل حرف هو جزء من حدود وجهين بالضبط، ولا يُسمَح بأشكال مثل اتحاد مكعبين يلتقيان فقط على طول حرف مشترك، وأن كل رأس يتقاطع مع دورة واحدة متناوبة من الحروف والوجوه، أي لا يُسمَح بأشكال مثل اتحاد مكعبين يشتركان في رأس واحد فقط. إن تصنيف المتنوعات لمتعددات الوجوه المُعرَّفة بهذه الطرق، يعني أن النمط الطبولوجي للسطح يتحدد تمامًا من خلال الجمع بين خاصية أويلر وقابلية للتوجيه. على سبيل المثال، لو كان سطح أي متعدد وجوه متنوعةً قابلةً للتوجيه وكانت مميزة أويلر له مساوية 2، فيلزم أن يكون كرة طبولوجية.
متعدد الوجوه الطاراني متعدد وجوه مميزة أويلر فيه أقل من 0 أو مساوية لها، أو ما يعادل جنسه 1 أو أكثر. من الناحية الطبولوجية، سطوح مثل متعددات الوجوه هذه هي سطوح طارية بها ثقب واحد أو أكثر في المنتصف. أحد الأمثلة البارزة على ذلك هو متعدد وجوه سيلاشي، الذي ينجز تطبيق هيوود هندسيًا.

### الثِّنْوِيَّة

ثماني الوجوه ثنوي للمكعب

لكل متعددِ وجوهٍ مُحدَّب متعددُ وجوهٍ ثِنْوِيٌّ له:
- وجوه بدلًا من رؤوس الأصل.
- رؤوس بدلًا من وجوه الأصل.
- عدد حروف الأصل نفسها.

يمكن الحصول على ثنوي متعدد الوجوه المحدب عن طريق عملية التحويل المعاكس القطبي. توجد متعدِّدات الوجوه الثنوية في أزواج، وثنوي الثنوي هو متعدد الوجوه الأصل نفسه. بعض مُتعدِّدات الوجوه تكون ثنوية ذاتيًّا، ما يعني أن ثنوي مُتعدِّد الوجوه يكون مطابقًا لمتعدد الوجوه الأصلي.
متعددات الوجوه المجردة لها أيضًا ثنويات، يُحصَل عليها عن طريق عكس الترتيب الجزئي التي يُعرِّف متعدد الوجوه للحصول على رتبته الثنوية أو رتبته المعاكسة. وهذه لها نفس مميزة أويلر وقابلية التوجيه مثل متعدد الوجوه الابتدائي. ومع ذلك، لا يصف شكل الثنوية هذا هيئة متعدد الوجوه الثنوي، بل يصف فقط بنيته التوافيقية. بالنسبة لبعض تعريفات متعددات الوجوه الهندسية غير المحدبة، توجد متعددات وجوه لا يمكن تحقيق ثنوياتها المجردة على شكل متعددات وجوه هندسية بموجب التعريف نفسه.

### أشكال الرؤوس
من أجل كل رأس، يمكن تعريف شكل الرأس الذي يصف البنية المحلية لمتعدد الوجوه حول الرأس. تختلف التعاريف الدقيقة، لكن يمكن اعتبار شكل الرأس على أنه المضلع المكشوف الناتج عن قطع شريحة عبر متعدد الوجوه لأحد الرؤوس. بالنسبة للمجسمات الأفلاطونية ومتعددات الوجوه الأخرى عالية التناظر، يمكن اختيار هذه الشريحة لتمر عبر نقاط منتصف كل حرف واقع على الرأس، لكن قد لا يكون لمتعددات الوجوه الأخرى مستوٍ يمر عبر هذه النقاط. بالنسبة إلى متعددات الوجوه المحدبة، وبشكل أعم بالنسبة إلى متعددات الوجوه التي تكون رؤوسها في وضع مُحدَّب، يمكن اختيار هذه الشريحة باعتبارها مستويًا يفصل الرأس عن الرؤوس الأخرى. عندما يكون لمتعدد الوجوه مركز تناظر، فمن المعتاد اختيار هذا المستوي ليكون عموديًا على الخط المار بالرأس المعطى والمركز؛ وبهذا الاختيار، تتحدد هيئة شكل الرأس وتبقى محددةً حتى بضبط الأبعاد. عندما لا تكون رؤوس متعدد الوجوه في وضع محدب، لن يكون هناك دائمًا مستوٍ يفصل كل رأس عن بقية الرؤوس. في هذه الحالة، من الشائع بدلًا من ذلك تشريح متعدد الوجوه بِكُرَة صغيرة مركزها عند الرأس. مرة أخرى، يُنتِج هذا هيئةً لشكل الرأس ثابتةً حتى بضبط الأبعاد. جميع هذه الخيارات تُؤدي إلى أشكال رأس ذات نفس البنية التوافيقية لمتعددات الوجوه التي يُمكن تطبيقها عليها، ولكنها قد تُعطيها هيئاتٍ هندسية مختلفة.

### مساحة السطح والخطوط داخل متعددات الوجوه
مساحة سطح متعدِّد الوجوه هي مجموع مساحات وجوهه، وذلك من أجل تعريفات متعدِّدات الوجوه التي تكون مساحة الوجه فيها مُعرَّفة جيدًا. تقيس المسافة المتقاصرة بين أي نقطتين على سطح متعدد الوجوه طول أقصر منحنٍ يصل بين النقطتين، ويبقى داخل السطح. وفقًا لمبرهنة ألكسندروف للوحدانية، يُحدَّد كل متعدد وجوه محدَّب بالفضاء المتري للمسافات المتقاصرة على سطحه تحديدًا فريدًا. ولكن هذا لا ينطبق على متعدِّدات الوجوه غير المحدَّبة، فقد تتساوى مسافات السطح لدى بعضها مع بعض آخر، وقد تتساوى مسافات سطح بعضها مع تلك الخاصة بمتعددات وجوه محدَّبة.
عندما تربط القطع المستقيمة بين رأسين لا يقعان في الوجه نفسه، فإنها تشكِّل أقطارًا. ومع ذلك، لا تحتوي جميع متعددات الوجوه على مستقيمات قطرية، كما هو الحال في عائلة الأهرام،[بحاجة لمصدر] ومتعدد وجوه شونهارت الذي يحتوي على ثلاثة مستقيمات قطرية تقع خارجها بالكامل، ومتعدد وجوه تشاسار لا تحوي مستقيمات قطرية (بل كل زوج من الرؤوس متصل بحرف).

### الحجم
للمجسمات المتعددة الوجوه كمية مرتبطة بها تسمى الحجم تقيس مقدار الفضاء الذي تشغله. قد يكون لعائلات المجسمات البسيطة صيغ بسيطة لحجومها؛ على سبيل المثال، يمكن التعبير بسهولة عن أحجام الأهرام والمواشير ومتوازيات الوجوه بدلالة أطوال حروفها أو الإحداثيات الأخرى.
قد لا يكون لأحجام متعددات الوجوه الأكثر تعقيدًا صيغ بسيطة. يمكن حساب حجم مُتعدِّدات الوجوه منها عن طريق تقسيمه إلى أجزاء أصغر، بالتثليث الزاوي مثلًا. يُحسَب حجم المجسَّم الأفلاطوني، على سبيل المثال، بتقسيمه إلى أهرام متطابقة تكون قاعدة كل منها وجه من متعدد الوجوه وفي حين يكون مركز متعدد الوجوه قمة لها كلها.
يمكن انطلاقًا من مبرهنة التباعد استنتاج أن حجم المجسَّم متعدد الوجوه يُعطى بالعلاقة التالية: {\displaystyle {\frac {1}{3}}\left|\sum _{F}(Q_{F}\cdot N_{F})\operatorname {area} (F)\right|}وفيها يُمثِّل {\displaystyle F} وجوه المُتعدِّد، و{\displaystyle Q_{F}} نقطة كيفية على الوجه {\displaystyle F}، و{\displaystyle N_{F}} متجه الوحدة العمودي على الوجه {\displaystyle F} والذي يشير إلى خارج المجسَّم، ويشير مُؤثِّر النقطة إلى عملية الجداء السُلَّمي. قد يكون حساب الحجم صعبًا في الأبعاد الأعلى، ويرجع ذلك جزئيًّا إلى صعوبة سرد وجوه المتعدد المحدّب المحدّد برؤوسه فقط، وتوجد خوارزميات مخصصة لتحديد الحجم في هذه الحالات.

### لامتغير دين
تؤكد مبرهنة بوياي وغيرفين على إمكانية تحويل أي مضلع إلى آخر له المساحة نفسها بتقطيعه إلى عدد غير منتهٍ من أجزاء المضلع ثم إعادة ترتيبها في فضاء ثنائي الأبعاد. كان السؤال المماثل لمتعددات الوجوه هو موضوع مسألة هلبرت الثالثة. حلّ ماكس دين هذه المسألة بإظهار أنه، على عكس حالة ثنائي الأبعاد، توجد متعددات الوجوه من نفس الحجم لا يمكن تقطيعها إلى متعددات وجوه أصغر وإعادة تجميعها مع بعضها البعض. ولإثبات ذلك اكتشف دين قيمة أخرى مرتبطة بمتعدد الوجوه، وهي لامتغير دين، بحيث لا يمكن تقطيع متعددَي الوجوه إلى بعضهما البعض إلا إذا كان لهما الحجم نفسه ولامتغير دين نفسه. وقد أثبت سيدلر لاحقًا أن هذه هي العقبة الوحيدة أمام التقطيع: يمكن تقطيع كل متعددَي الوجوه الإقليديين بنفس الأحجام ولامتغيرات دين وإعادة تجميعهما بعضهما في بعض. لامتغير دين ليس عددًا، بل متجه في فضاء متجهي لانهائي الأبعاد، يُحدَّد من أطوال وزوايا ثنائية الوجوه لحروف متعدد الوجوه.
تتناول مسألة هلبرت الثامنة عشر، فيما تتناوله، متعددات الوجوه المُبطلِّة الفضاء. يلزم أن تكون قيمة له لامتغير دين لأي متعدد الوجوه من هذا النوع مساوية للصفر. كما يُربَط لامتغير دين بمتعدد الوجوه الانثنائي بمبرهنة الكِّير القوي التي تنص على أن لامتغير دين لأي متعدد وجوه انثنائي يبقى غير متغير أثناء انثناءه.

## التناظرات
العديد من متعددات الوجوه الأكثر دراسةً عالية التناظر. لا يتغيّر مظهرها بفعل الانعكاسات على المستوي أو الدوران حول المحاور التي تمر عبر رأسين أو حرفين أو وجهين متقابلين في الفضاء. قد يغيّر كل تناظر موقع عنصر معين، لكن مجموعة كل الرؤوس (وكذلك الوجوه والحروف) لا تتغير. تُسمَّى جماعة تناظرات متعدد الوجوه زمرة التناظر الخاصة به.

### حسب عناصر متعدد وجوه
يُقال إن عناصر متعدد الوجوه: الرأس والوجه والحرف، التي تتراكب بعضها على بعض بفعل التناظرات، تُشكِّل مدار تناظر. إذا كانت هذه العناصر تقع في المدار نفسه، فقد يكون الشكل انتقاليًا على المدار. كلٌّ منها على حدة متساوي الوجوه (أو انتقالي الوجوه، ما يعني أن تحويلات التناظر تتضمن وجوه المتعددات في المدار)، ومتساوي الحروف (أو انتقالي الحروف، أي يتضمن حروف متعددات الوجوه)، ومتساوي الرؤوس (أو انتقالي الرؤوس، أي يتضمن رؤوس متعددات الوجوه). على سبيل المثال، المكعب الذي تكون فيه جميع الوجوه في مدار واحد ويتضمن الدوران والانعكاسات في المدار يبقى دون تغيير في مظهره؛ ومن ثم، يكون المكعب انتقالي الوجوه. يحتوي المكعب أيضًا على التناظرين الآخرين من هذا القبيل.

عندما تنتمي ثلاثة من هذه التناظرات إلى مُتعدِّد الوجوه، يُعرَف بمتعدد الوجوه المنتظم. توجد تسعة متُعدِّدات الوجوه المنتظمة: خمسة مجسمات أفلاطونية (مكعب، وثماني الوجوه، وعشروني الوجوه، ورباعي الوجوه، واثنعشري الوجوه، وجميعها ذات وجوه مضلعة منتظمة) وأربعة متعددات وجوه كبلر وبوانسو. ومع ذلك، قد لا تمتلك بعض مُتعدِّدات الوجوه واحدًا أو اثنين من هذه التناظرات:

المكعب متعدد وجوه منتظم، لأن وجوهه وحروفه ورؤوسه انتقالية إلى أخرى، ومظهره لم يتغير.

- يُقال عن متعدد الوجوه انتقالي الرؤوس والحروف أنه شبه منتظم[الإنجليزية]، مع أن له وجوهًا منتظمة، وثنويه انتقالي الوجوه والحروف.
- يُقال عن متعدد الوجوه انتقالي الرؤوس وغير انتقالي الحروف ذو الوجوه المضلعة المنتظمة أنه نصف منتظم[الإنجليزية]،[ج] ومثل متعددات الوجوه هذه هي الموشورات والموشورات التخالفية. وثنويها انتقالي الوجوه وليس انتقالي الرؤوس، وكل رأس منتظم.
- يُقال عن متعدد الوجوه انتقالي الرؤوس ذي الوجوه المضلعة المنتظمة أنه مُحتَتِن. قد ينقسم هذا الصنف إلى متعدد الوجوه المنتظم أو شبه المنتظم أو نصف المنتظم، وقد يكون محدبًا أو نجميًا. يكون الثنوي انتقالي الوجوه وله رؤوس منتظمة، لكنه ليس بالضرورة انتقالي الرؤوس. عادةً ما تُصنَّف مُتعدِّدات الوجوه المحتتنة وثنوياتها تقليديًا وفقًا لدرجة تناظرها، وما إذا كانت محدَّبة أم لا.
- يُقال عن متعدد الوجوه الانتقالي الوجوه والرؤوس (ولكن ليس بالضرورة انتقالي الحروف) أنه نبيل[الإنجليزية]. متعددات الوجوه المنتظمة نبيلة أيضًا؛ فهي متعددات الوجوه المحتتنة النبيلة الوحيدة. ثنويات متعددات الوجوه النبيلة هي نفسها نبيلة.

قد لا يكون لبعض متعددات الوجوه تناظر انعكاسي بحيث يكون لها شكلان متخايلان، وهما انعكاسان لبعضهما البعض. ويُعرف هذا التناظر بامتلاكه لليدوانية. وتشمل الأمثلة على ذلك ذا الوجوه المكعبي الثماني الأفطس وذا الوجوه الاثنعشري العشروني الأفطس.

### حسب الزمرة النقطية في ثلاثي الأبعاد

يمتلك رباعي الوجوه المنتظم تناظر رباعي وجوه كامل: دوران ثلاثي حول المحور يمر عبر كل من الرأس والوجه المثلث، ودوران ثنائي حول المحور عبر حرفين، وكذلك مستوي الانعكاس عبر وجهين وحرف واحد

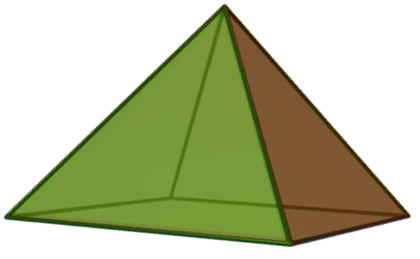
للهرم المربع تناظر هرمي. ويوضِّح أن مظهره ثابت بدوران كل ربع دورة كاملة حول محوره، ويمتلك تناظرًا انعكاسيًّا بالنسبة إلى أي مستوٍ عمودي يمر بمُنصِّف قاعدته

يُقصد بالزمرة النقطية لمتعددات الوجوه زمرة رياضية تتمتع بعمليات التناظر الخاصة بها بحيث يظل مظهر متعددات الوجوه محفوظًا أثناء التحويل في الفضاء الثلاثي الأبعاد. ويشمل التحويل المشار إليه هنا الدوران حول المحاور، والانعكاس على المستوي، والتعاكس عبر نقطة مركزية، وجمع بين هذه الثلاثة.
زمرة متعدد الوجوه هي زمرة التناظر المشتقة في الأصل من المجسَّمات الأفلاطونية الثلاثة: رباعي الوجوه وثمانيها وعشرونيها. ولهذه الزمر الثلاث زمر نقطية تُعرَف على الترتيب بتناظر رباعي الوجوه وتناظر ثماني الوجوه وتناظر عشروني الوجوه. ويركز كل منها على زمرة دوران متعددات الوجوه التي تُعرَف باسم "زمرة متعدد الوجوه اليدوانية"، في حين أن مجموعة التناظر الانعكاسية الإضافية تُعرَف باسم زمرة متعدد الوجوه الكاملة. تتضمن إحدى الزمر النقطية، وهي التناظر البيريتي، دوران تناظر رباعي الوجوه، بالإضافة إلى ثلاثة مُستوِيات من التناظر الانعكاسي وبعض الانعكاسات الدورانية. وعمومًا، تتلخص زمر متعدد الوجوه المذكورة في النقاط التالية:
- تناظر رباعي الوجوه اليدواني {\displaystyle \mathrm {T} }، وهو زمرة الدوران لرباعي الوجوه المنتظم، ومرتبتها اثنا عشر.
- تناظر رباعي الوجوه الكامل {\displaystyle \mathrm {T} _{\mathrm {d} }}، وهو زمرة التناظر لرباعي الوجوه المنتظم، ومرتبتها أربعة وعشرون.
- التناظر البيريتي {\displaystyle \mathrm {T} _{\mathrm {h} }}، وهو تناظر بيريتي الوجوه  [لغات أخرى]‏ وله مرتبة أربعة وعشرين.
- تناظر ثماني الوجوه اليدواني {\displaystyle \mathrm {O} }، وهو زمرة الدوران لكلٍّ من المكعب وثماني الوجوه المنتظم، ومرتبته أربعة وعشرون.
- تناظر ثماني الوجوه الكامل {\displaystyle \mathrm {O} _{\mathrm {h} }}، وهو زمرة التناظر لكلٍّ من المكعب وثماني الوجوه المنتظم، ومرتبته ثمانية وأربعون.
- تناظر عشروني الوجوه اليدواني {\displaystyle \mathrm {I} }، وهو زمرة الدوران لكلٍّ من عشروني الوجوه المنتظم واثنعشري الوجوه المنتظم، ومرتبته ستون.
- تناظر عشروني الوجوه الكامل {\displaystyle \mathrm {I} _{\mathrm {h} }}، وهي زمرة التناظر لكلٍّ من عشروني الوجوه المنتظم واثنعشري الوجوه المنتظم، ومرتبته مئة وعشرون.

قد تسمح الزمر النقطية في ثلاثة أبعاد أيضًا بالحفاظ على مظهر متعدد الوجوه من خلال الجريان حول محور ما. توجد ثلاث زمر نقطية مختلفة من هذه الزمر النقطية:
- التناظر الهرمي {\displaystyle C_{n\mathrm {v} }}، الذي يسمح بتدوير المحور المار عبر القمة وقاعدتها، وكذلك الانعكاس بالنسبة للمُستوِيات المتعامدة التي تمر بمُنصِّف القاعدة. يمكن إيجاد هذا تناظر الزمرة النقطية في الأهرامات،[37] والقباب والطوارم.
- التناظر الموشوري {\displaystyle D_{n\mathrm {h} }}، على غرار التناظر الهرمي، ولكن مع تحويل إضافي عن طريق عكسه عبر مستوٍ أفقي. يمكن تحقيق ذلك من عائلة الموشورات وثنوياتها ثنائيات الأهرام.[37]
- التناظر الموشوري التخالفي {\displaystyle D_{n\mathrm {v} }}، الذي يحافظ على التناظر من خلال تدوير نصفه السفلي وعكسه عبر المستوي الأفقي.[37] يمكن إيجاد أمثلة في الموشورات التخالفية.

تتكوَّن الزمرة النقطية {\displaystyle C_{n\mathrm {h} }} من الدوران حول محور التناظر والانعكاس على المستوي الأفقي. في حالة {\displaystyle n=1}، فإن زمرة التناظر تحافظ على التناظر فقط من خلال الدوران الكامل فقط، وعادةً ما يُرمز لها بـ {\displaystyle C_{s}}. قد يكون لمتعددات الوجوه دوران فقط للحفاظ على التناظر، ويمكن اعتبار زمرة التناظر هي الزمرة الدورية {\displaystyle C_{n}}. متعددات الوجوه مع الانعكاس الدوراني والدوران بالزمرة الدورية هي الزمرة النقطية {\displaystyle S_{n}}.

## متعددات الوجوه المحدبة
كما ذُكر أعلاه، متعددات الوجوه المحدَّبة مُعرَّفة تعريفًا جيدًا، مع العديد من التعريفات المعيارية المكافئة. وغالبًا ما تُعرَّف على أنها تقاطعات محدودة لعدد منتهٍ من أنصاف الأفضية، أو على أنها غلاف محدب لعدد منتهٍ من النقاط، مقتصرة في كلتا الحالتين على التقاطعات أو الأغلفة التي لا يساوي حجمها صفرًا.
تشمل الأصناف المهمة من متعددات الوجوه المحدبة عائلة الموشوريات، والمجسمات الأفلاطونية، والمجسمات الأرخميدية وثنوياتها التي تدعى مجسمات كاتالان، ومتعددات الوجوه المحدبة التي تكون جميع وجوهها مضلعاتٍ منتظمة. الموشوريات هي متعددات الوجوه التي تقع رؤوسها على مستويين متوازيين ووجوهها على الأرجح أشباه منحرف ومثلثات. ومن الأمثلة على الموشوريات، الأهرام والأسافين ومتوازيات الوجوه والموشورات والموشور التخالفي والقباب والجذوع. أما المجسمات الأفلاطونية فهي متعددات الوجوه الخمسة القديمة - رباعي الوجوه، وثماني الوجوه، وعشروني الوجوه، والمكعب، واثنعشري الوجوه - التي صنفها أفلاطون في حواره "طيماوس" والتي تربط بين العناصر التقليدية الأربعة للطبيعة. المجسّمات الأرخميدية هي صنف المجسّمات الثلاثة عشر التي تكون جميع وجوهها مضلعات منتظمة وتكون رؤوسها متناظرة مع بعضها البعض؛ ثنوياتها هي مجسمات كاتالان. مجسّمات جونسون هي صنف من متعددات الوجوه المحدبة التي تكون جميع وجوهها مضلعات منتظمة. وتشمل هذه دلتاويات الوجوه المحدبة، وهي متعددات وجوه محدبة تمامًا تكون جميع وجوهها مثلثات متساوية الأضلاع.
يمكن تصنيف متعددات الوجوه المحدبة إلى فئة متعددات الوجوه الابتدائية أو فئة متعددات الوجوه المؤلفة. هي متعددات الوجوه المحدبة المنتظمة الوجوه التي لا يمكن تحويلها إلى مُتعددَيْ وجوه أو أكثر عن طريق تشريحها بمستوٍ. على النقيض تمامًا من متعددات الوجوه المؤلفة، يمكن تعريفها بدلًا من ذلك بأنها متعددات الوجوه التي أُنشئت عن طريق ربط المزيد من متعددات الوجوه الابتدائية. على سبيل المثال، يعتبر الموشور المثلث ثلاثي التعزيز مؤلفًا لأنه يمكن إنشائه عن طريق ربط ثلاثة أهرام مربعة متساوية الحروف على الوجوه المربعة لموشور مثلث؛ وفيها الأهرام المربعة والموشور المثلث هي متعددات وجوه أولية.
بعض متعددات الوجوه المحدبة تمتلك كرةً وسيطةً، وهي كرة مُماسّة لكل حروفها، ويكون نصف قطرها وسيطًا بين الكرة المحاطة والكرة المحيطة لمتعدد الوجوه الذي توجد فيه هذه الكرات الثلاث جميعها. كل متعدد الوجوه المحدَّب يكافئ من الناحية التوافيقية "متعدد وجوه قانوني"، وهو متعدد وجوه له كرة وسيطة يتطابق مركزه مع مركزه. تُحدَّد هيئة متعدد الوجوه القانوني (وليس أبعاده أو موضعه) بشكل فريد من خلال البنية التوافيقية لمتعدد الوجوه المُعطى.
ينتج عن أي متعدد الوجوه، أيًا كانت بنية الوجه، بيانٌ يُسمَّى هيكله، برؤوس وحروف مقابلة له. لهذه الأشكال تاريخ طويل: فقد ابتكر ليوناردو دا فنشي نماذج إطارية للمجسمات المنتظمة، التي رسمها لكتاب بتشولي "النسبة الإلهية"، وتظهر أشكال متعددة الوجوه مماثلة ذات إطار سلكي في لوحة "نجوم" التي رسمها ماوريتس إيشر. ومن أبرز ما يميز هذه المقاربة مبرهنة شتاينتس، التي تعطي توصيفًا نظريًا بيانيًا بحتًا لهيكل متعدد الوجوه المحدب: فهي تنص على أن هيكل كل متعدد وجوه محدب هو بيان مستوٍ ثلاثي الترابط، وكل بيان من هذا القبيل هو هيكل لبعض متعددات الوجوه المحدبة.
بعض مُتعدِّدات الوجوه لا تتمتع بخاصية التحدُّب، وتُسمَّى مُتعدِّدات الوجوه غير المحدَّبة. وهي متعددات الوجوه النجمية ومتعددات وجوه كبلر وبوانسو التي تُنشأ إما عن طريق الاستنجام أو الوَيْجَهَة. الاستنجام هو عملية تمديد الوجوه (داخل مُستوِياتها) بحيث تلتقي. الويجهة هي عملية إزالة أجزاء من متعدد الوجوه لإنشاء وجوه جديدة (أو وُجَيهات) دون إنشاء أي رؤوس جديدة. وُجَيه متعدد وجوه هو أي مضلع تكون زواياه رؤوسًا لمتعدد الوجوه وليس وجهًا. الاستنجام والويجهة عمليتان عكسيتان: ثنويات بعض المُستنجَمات هي ويجهة الثنوي إلى متعدد الوجوه الأصلي.

## عائلات أخرى من متعددات الوجوه

### متعددات الوجوه المالئة للفضاء
يَرزُمُ متعدد الوجوه المالئ للفضاء بنسخ من نفسه لملء للفضاء. وغالبًا ما يُطلق على مثل هذا الرَّزْم المتقارب أو ملء الفضاء اسم "رَصْف الفضاء" أو "الشَّهْد". يجب أن يكون لمتعدد الوجوه المالئ للفضاء لامتغير دين يساوي صفرًا. تتضمن بعض الشِّهَاد أكثر من نوع واحد من متعددات الوجوه.

### متعددات الوجوه الانثنائية
من الممكن لبعض متعددات الوجوه تغيير هيئتها الكلية، مع الحفاظ على هيئات وجوهها كما هي، وذلك عن طريق تغيير زوايا حروفها. يُسمَّى متعدد الوجوه الذي يمكنه فعل ذلك بمتعدد الوجوه الانثنائي. وفقًا لمبرهنة كوتشي للجَسَاءَة، يجب أن يكون متعدد الوجوه الانثنائي غير محدب. يجب أن يظل حجم متعدد الوجوه الانثنائي ثابتًا أثناء انثناءه، وتُعرف هذه النتيجة بمبرهنة الكِير.

### متعددات الوجوه المثالية
يمكن تعريف متعددات الوجوه المحدَّبة في الفضاء الزائدي ثلاثي الأبعاد بالطريقة نفسها التي تُعرَّف بها في الفضاء الإقليدي، باعتبارها أغلفة محدَّبة لمجموعات منتهية من النقاط. لكن، في الفضاء الزائدي، من الممكن أيضًا التفكير في النقاط المثالية والنقاط داخل الفضاء. متعدد الوجوه المثالي هو الغلاف المحدب لمجموعة منتهية من النقاط المثالية. وجوهه مضلعاتٍ مثالية، لكن حروفه محددة بخطوط زائدية كاملة بدلًا من قطع مستقيمة، ورؤوسه (النقاط المثالية التي يمثل غلافها المحدب) لا تقع داخل الفضاء الزائدي.

### متعددات الوجوه الشَّبِيكيّة
يُطلَق على متعدِّدات الوجوه المحدَّبة التي تحتوي جميع رؤوسها على إحداثيات صحيحة متعدِّدات الوجوه الشبيكية أو متعدِّدات الوجوه الصحيحة. يحسب كثير حدود إيرهارت لمتعدد الوجوه الشبيكي عدد النقاط ذات الإحداثيات الصحيحة التي تقع داخل نسخة مضبوطة المقاس من متعدد الوجوه، باعتباره دالةً لعامل المقاس. تقع دراسة كثيرات الحدود هذه عند تقاطع التوافيقيات والجبر التبديلي. مثال على ذلك رباعي وجوه ريف.
يوجد تكافؤ بعيد المدى بين متعددات الوجوه الشبيكية وبعض المُنوَّعات الجبرية التي تسمى المُنَوَّعَات الطارية. وقد استخدم ستانلي هذا لإثبات معادلات دين وسومرفيل لمتعددات الأكناف المبسطة.

### مُركَّب متعددات الوجوه

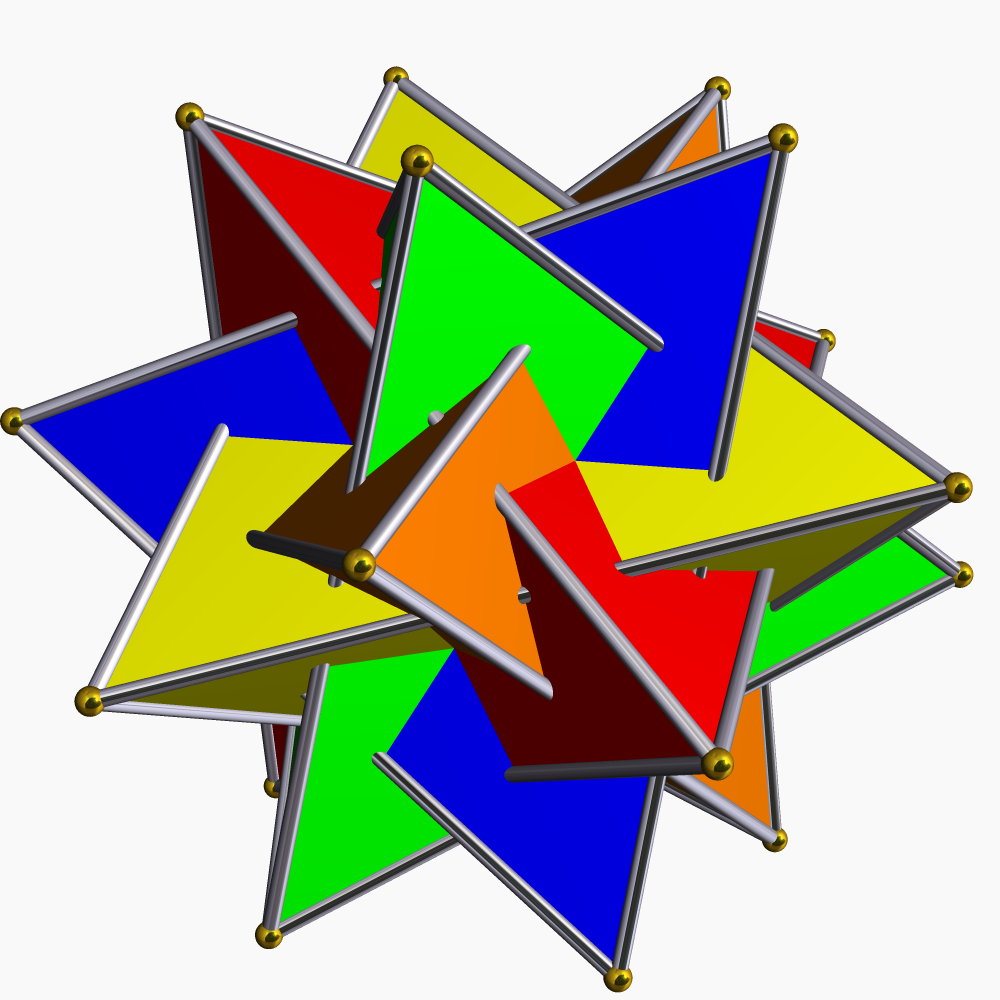
مركب خمسة رباعيات الوجوه، النموذج 25 ماغنوس ويننغر

يتكون مُركَّب متعددات الوجوه من اثنين أو أكثر من متعددات الوجوه التي تشترك في مركز مشترك. وغالبًا ما تشترك المُركَّبات المتناظرة في نفس الرؤوس التي تشترك فيها متعددات الوجوه الأخرى المعروفة، وقد تتشكل أيضًا في كثير من الأحيان عن طريق الاستنجام. وبعضها مدرج في قائمة نماذج ويننغر لمتعددات الوجوه.

### متعددات الوجوه النُّطُقيّة
متعدد وجوه نطقي هو متعدد وجوه محدب يكون كل وجه فيه مضلعًا متناظرًا تحت الدوران حتى 180 درجة. يمكن أيضًا وصف متعددات الوجوه النطقية على أنها مجاميع منكوفسكي للقطع المستقيمة، وتشمل العديد من متعددات الوجوه المهمة المالئة للفضاء.

### متعددات الوجوه المتعامدة

بعض متعددات الوجوه متعدد وجوه متعامد المصنوعة من قطع مكعبات سوما، وهي نفسها متعددات المكعبات

يُقال إن متعددات الوجوه متعامدة لأن جميع حروفها موازية لمحاور نظام الإحداثيات الديكارتية. هذا يعني أن جميع الوجوه تلتقي عند زوايا قائمة، لكن هذا الشرط أضعف: فعشروني وجوه يسن له وجوه تلتقي عند زوايا قائمة، لكن ليس له حروف مُوَازية للمحاور. وبصرف النظر عن متوازيات المستطيلات، فإن متعددات الوجوه المتعامدة غير محدَّبة. إنها المثائل الثلاثية الأبعاد للمضلعات المتعامدة الثنائية الأبعاد، والمعروفة أيضًا باسم المضلعات القائمة الزوايا. تُستخدم متعددات الوجوه المتعامدة في الهندسة الحوسبية، حيث مكنت بنيتها المقيدة من إحراز تقدم في المسائل التي لم تُحل في حالة متعددات الوجوه الكيفية، على سبيل المثال، بَسْط سطح متعدد وجوه إلى شبكة مضلعية. تعد متعددات المكعبات حالة خاصة من متعددات الوجوه المتعامدة التي يمكن تفكيكها إلى مكعبات متطابقة، وهي مثائل ثلاثية الأبعاد للدومينوات المتعددة المستوية.

## التعميمات
لقد أصبح اسم "متعدد الوجوه" يُستخدم لمجموعة متنوعة من الكائنات التي لها خصائص بنيوية مشابهة لمتعددات السطوح التقليدية.

### لامنتهيات الوجوه

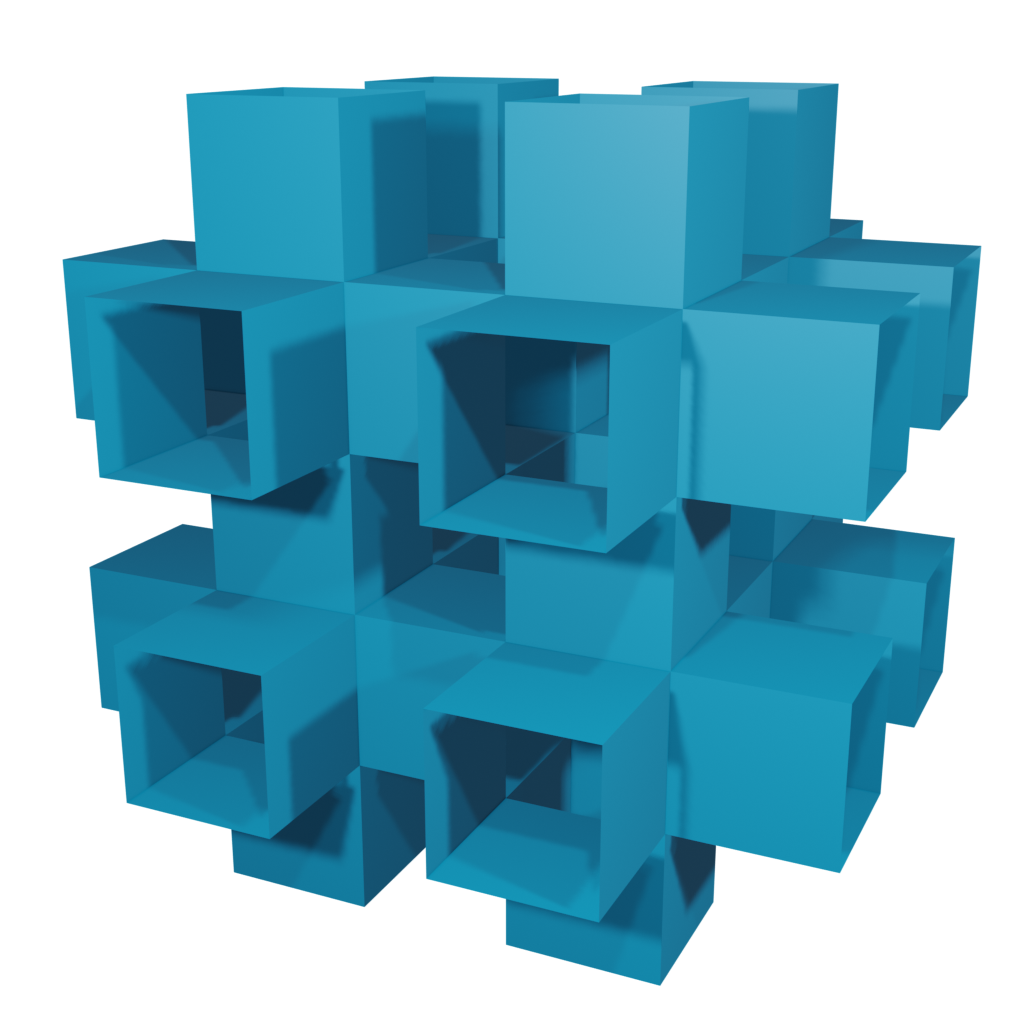
لامنتهي الوجوه المسمى مِيكِيب (Mucube)

يحتوي سطح متعدد الوجوه الكلاسيكي على عدد محدود من الوجوه، مرتبطة في أزواج على طول الحروف. تُشكِّل لامنتهيات الوجوه صنفًا ذا صلة من الكائنات ذات الوجوه غير المنتهية. تتضمَّن أمثلة على لامنتهيات الوجوه ما يلي:
- تبليطات أو رُصُوف للمستوي،
- والبنى الشبيهة بالإسفنج التي تسمى لامنتهيات الوجوه المتخالفة[الإنجليزية].

### متعددات الوجوه العُقَدِيَّة
توجد كائنات تُسمَّى متعددات الوجوه العقدية، والتي يكون الفضاء الأساسي لها هو فضاء هلبرت العُقدي وليس الفضاء الإقليدي الحقيقي. لا توجد تعريفات دقيقة إلا لمتعددات الوجوه العقدية المنتظمة، التي تكون زمر التناظر الخاصة بها زمر انعكاس عُقدية. ترتبط متعددات الوجوه العقدية رياضيًّا بالتشكيلات أكثر من ارتباطها بمتعددات الوجوه الحقيقية.

### متعددات الوجوه المنحنية
تسمح بعض مجالات الدراسة بأن يكون لمتعدد الوجوه وجوه وحروف منحنية. يمكن أن تسمح الوجوه الثنائية الجوانب بوجود وجوه منحنية ذات مساحة موجبة.
- عندما يُقسَّم سطح الكرة على عدد منتهٍ من الأقواس العظمى (أيْ بمُستوِيات تمر عبر مركز الكرة)، تُسمَّى النتيجة متعدد الوجوه الكروي. يمكن إسقاط العديد من متعددات الأكناف المحدَّبة التي لها درجة ما من التناظر (على سبيل المثال، جميع المجسَّمات الأفلاطونية) على سطح كرة متحدة المركز لإنتاج متعدد الوجوه الكروي. ومع ذلك، فإن العملية العكسية ليست ممكنة دائمًا؛ فبعض متعددات الوجوه الكروية (مثل كَثُورات الوجوه[الإنجليزية]) ليس لها مماثل مسطح الوجوه.[66]
- إذا سُمح للوجوه أن تكون مقعرة ومحدبة أيضًا، فيمكن جعل الوجوه المتجاورة تلتقي معًا دون وجود فجوة. يمكن لبعض متعددات الوجوه المنحنية هذه أن تَرزُم معًا لملء الفضاء. يوجد نوعان مهمان هما الفقاعات في الزَّبَد والرغاوي مثل فقاعات وير وفيلان[الإنجليزية]،[67] والأشكال المستخدمة في العمارة.[68]

## متعددات وجوه ذات أبعاد أعلى
منذ النصف الأخير من القرن العشرين، وُجد أن العديد من الإنشاءات الرياضياتية لها خصائص موجودة أيضًا في متعددات الوجوه التقليدية. وبدلًا من حصر مصطلح "متعدد الوجوه" في وصف متعدد الأكناف ثلاثي الأبعاد، اعتُمد لوصف أنواع مختلفة من البينات ذات الصلة ولكن متميزة.
عُرِّف متعدد الوجوه على أنه مجموعة من النقاط في فضاء حقيقي تآلفي (أو إقليدي) من أي بُعد n له جوانب مسطحة. ويمكن تعريفه بدلًا من ذلك على أنه تقاطع عدد منتهٍ من أنصاف الأفضية. وخلافًا لمتعدد السطوح الاصطلاحي، قد يكون متعدد الوجوه محدودًا أو غير محدود. وبهذا المعنى، فإن متعدد الأكناف هو متعدد وجوه محدود.
من الناحية التحليلية، يُعبَّر عن مثل متعدد الوجوه المحدَّب هذا تحليليًّا باعتباره مجموعة حلول لمنظومة من المتراجحات الخطية. يوفِّر تعريف متعدِّدات الوجوه بهذه الطريقة منظورًا هندسيًّا للمسائل في البرمجة الخطية.

## نبذة تاريخية

### قبل الإغريق

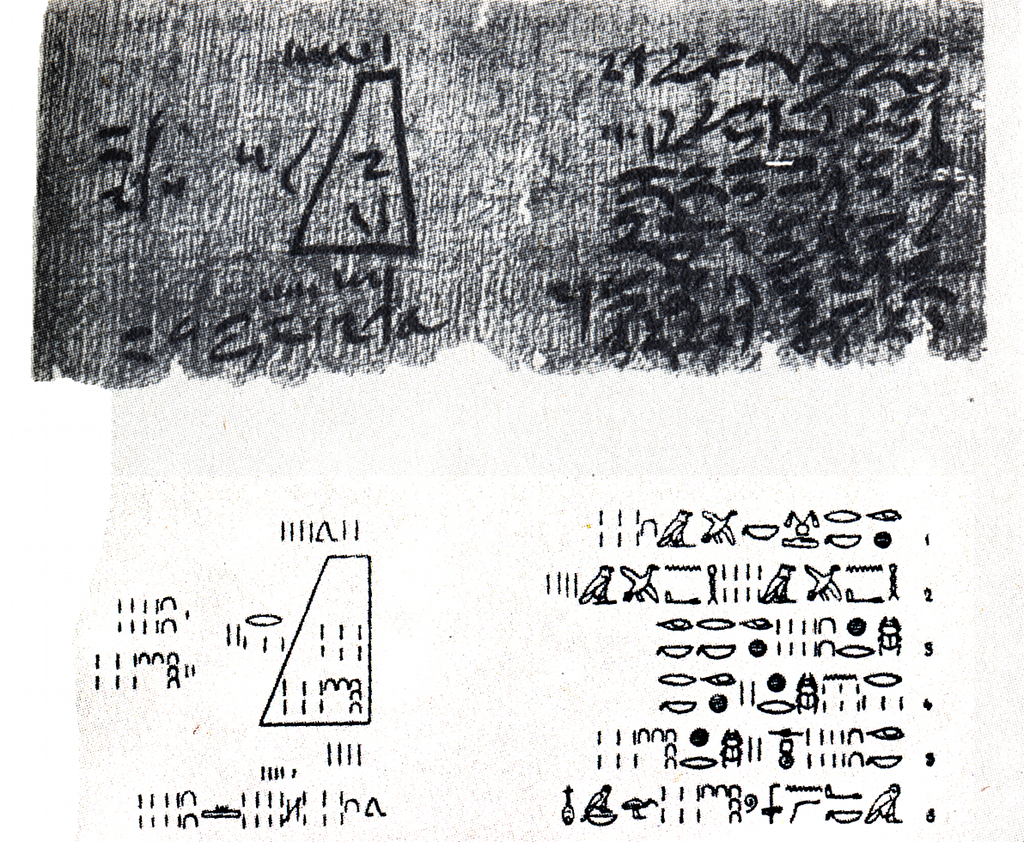
المسألة رقم 14 من بردية موسكو الرياضية، حول حساب حجم الجذع

ظهرت متعددات الوجوه في أوائل الأشكال المعمارية مثل المكعبات ومتوازيات المستطيلات، ويعود تاريخ أقدم الأهرام المصرية رباعية الأضلاع إلى القرن السابع والعشرين قبل الميلاد. تتضمن بردية موسكو الرياضية التي تعود إلى قرابة 1800-1650 قبل الميلاد أحد أولى دراسات مكتوبة عن متعددات الوجوه وأحجامها (وتحديدًا حجم الجذع). كما تضمنت رياضيات الإمبراطورية البابلية القديمة، التي تعود إلى نفس الفترة الزمنية تقريبًا التي ظهرت فيها بردية موسكو، حسابات أحجام متوازيات المستطيلات (وأسطوانات غير متعددة الوجوه)، وحسابات ارتفاع هذا الشكل اللازم للوصول إلى حجم معين.
سبق الإتروريون الإغريق في إدراكهم لبعض متعددات الوجوه المنتظمة على الأقل، كما يتضح من اكتشاف اثنعشريات الوجوه الإترورية المصنوعة من الحجر الصابوني في مونتي لوفا. وقد وُسِمَت أوجهه بتصاميم مختلفة، مما يوحي لبعض العلماء أنه ربما استُخدِم زهرًا للنرد.

### الإغريق
اكتشف علماء الرياضيات الإغريق ودرسوا متعددات الوجوه المحدبة المنتظمة، والتي عُرفت باسم المجسمات الأفلاطونية. ويرد أول وصف مكتوب لها في حوار لأفلاطون يحمل اسم طيماوس (قرابة 360 قبل الميلاد)، والذي يربط أربعة منها بالعناصر الأربعة والخامس بالشكل العام للكون. كُتبت معالجة رياضياتية أكثر لمتعددات الوجوه الخمسة هذه بعد فترة وجيزة في كتاب الأصول لإقليدس. كتب أحد الشارحين الأوائل عن إقليدس (ربما جيمينوس) أن نسبة هذه الأشكال إلى أفلاطون غير صحيحة: فقد عَرَف فيثاغورس رباعي الوجوه والمكعب وعشروني الوجوه، واكتشف ثياتيتوس (نحو 417 قبل الميلاد) الشكلين الآخرين، وهما ثماني الوجوه عشروني الوجوه. وسَّع أرخميدس دراسته في وقت لاحق لتشمل متعددات الوجوه المحتتنة المحدبة التي تحمل اسمه الآن، لكن عمله الأصيل ضاع، ولم يبقلى منه إلا مجسماته التي ذكرها ببس الرومي.

### الصين القديمة

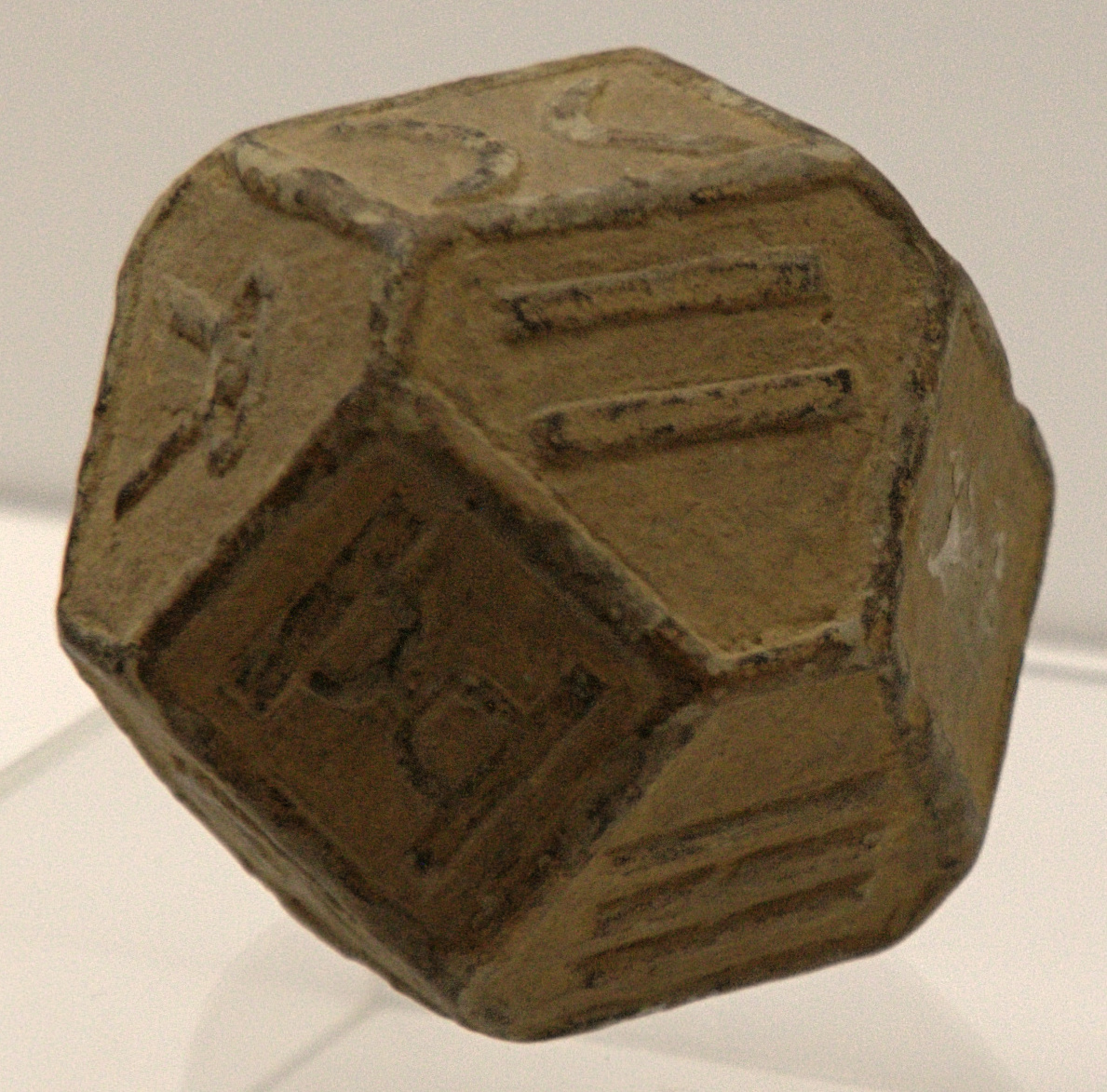
زهر نرد ذو أربعة عشر وجهًا يعود إلى حقبة الممالك المتحاربة

يعود تاريخ كل من زهر النرد المكعب وزهر النرد ذي الأربعة عشر وجهًا على شكل ثماني وجوه مبتور في الصين إلى حقبة الممالك المتحاربة.
وصف ليو هوي بحلول عام 236 الميلادية تقطيع المكعب إلى رباعي الوجوه المميز له (مُبسَّط قائم) والمجسمات ذات الصلة، مستخدمًا تجميعات هذه المجسمات باعتبارها أساسًا لحساب أحجام التربة التي يجب نقلها أثناء الحفريات الهندسية التطبيقية.

### العصر الذهبي للإسلام
ساهم علماء الحضارة الإسلامية في الحفاظ على المعرفة الإغريقية المرتبطة بمتعددات الوجوه ونقلها إلى الأجيال التالية بترجمتها إلى العربية. ثم أضافوا عليها من اكتشفاتهم، فأدرج ثابت بن قرة مثلًا في القرن التاسع الميلادي حساب الأحجام في دراساته، وكتب عملاً عن ذي الوجوه المكعبي الثماني. بعد ذلك وصف أبو الوفاء البوزجاني في القرن العاشر الميلادي متعددات الوجوه الكروية شبه المنتظمة ومتعددات الوجوه المنتظمة المحدبة.

### عصر النهضة
كما هو الحال مع مجالات أخرى من الفكر اليوناني التي حافظ عليها العلماء المسلمون وعززوها، انتعش الاهتمام الغربي بمتعددات الوجوه خلال عصر النهضة الإيطالية. حيث أنشأ الفنانون متعددات وجوه هيكلية وصوروها من الحياة باعتبارها جزءًا من تحقيقاتهم في المنظور. أصبحت متعددات الوجوه الطارانية المصنوعة من الخشب والمستخدمة لدعم العَمَرَات، تمرينًا شائعًا في الرسم المنظوري، وصُوِّرت في اللوحات الخشبية المُطَعَّمَة في تلك الفترة باعتبارها رمزًا للهندسة. كتب بييرو ديلا فرانشيسكا عن إنشاء مناظر منظورية لمتعددات الوجوه وأعاد اكتشاف العديد من المجسمات الأرخميدية. رسم ليوناردو دا فنشي نماذج هيكلية للعديد من متعددات الوجوه لتدوينها في كتاب للوكا بتشولي، مع نص مُنتَحَل إلى حد كبير من ديلا فرانشيسكا. ظهرت شبكات متعددات الوجوه في أعمال ألبرشت دورر.
تبحث العديد من الأعمال من تلك الفترة في متعددات الوجوه النجمية وغيرها بتفاصيل الأشكال الأفلاطونية الأساسية. توجد تَرْسِيَة رخامية في أرضية كنيسة القديس مرقس في البندقية، صممها باولو أوتشيلو، وهي تُصوِّر اثنعشري وجوه مستنجم. ومع انتشار عصر النهضة إلى خارج إيطاليا، صوّر فنانون لاحقون مثل فِنْتسل يَمْنِتْسَر ودُورَر وغيرهما أيضًا متعددات وجوه متزايدة التعقيد، وكثير منها جديد، في تنميشات إبداعية. استخدم يوهانس كبلر (1571-1630) المضلعات النجمية، وهي عادةً نجوم مُخَمَّسِيَّة، لإنشاء متعددات وجوه نجمية. ربما اكتُشفت بعض هذه الأشكال قبل زمن كبلر، لكنه كان أول من أدرك أنه يمكن اعتبارها ”منتظمة“ إذا أزالنا القيد الذي ينص على أن متعددات الوجوه المنتظمة يجب أن تكون مُحدَّبة.
ذُكِرَت صيغة أويلر لمتعددات الوجوه في الفترة نفسها، وهي معادلة خطية تربط بين عدد رؤوس متعدد الوجوه وعدد حروفه ووجوهه، للمجسمات الأفلاطونية في عام 1537م في مخطوطة غير منشورة لفرانشيسكو موروليكو.

### بين القرنين 17 و19
ألَّف رينيه ديكارت، قرابة عام 1630، كتابه "حول عناصر المجسمات" الذي يدرس فيه متعددات الوجوه المحدبة باعتباره مفهومًا عامًا، لا يقتصر على المجسمات الأفلاطونية وتفاصيلها. وقد فُقد هذا العمل ولم يعاد اكتشافه حتى القرن التاسع عشر. كانت إحدى إسهاماته مبرهنة ديكارت عن العيب الزاوي الكلي، والتي ترتبط ارتباطًا وثيقًا بصيغة أويلر لمتعددات الوجوه. قدم ليونهارت أويلر، الذي سُميت الصيغة باسمه، هذه الصيغة في عام 1758 لمتعددات الوجوه عمومًا، وإن كان ذلك مع برهان غير صحيح. أصبح عمل أويلر، مع الحل الذي سبق وقدمه لأحجية جسور كونيغسبرغ السبعة، أساس المجال الجديد للطبولوجيا. طوّر هنري بوانكاريه وإنريكو بيتي وبرنهارت ريمان وآخرون في أواخر القرن التاسع عشر المفاهيم الأساسية لهذا المجال، بما في ذلك تعميمات صيغة متعددات الوجوه.
وسَّع لويس بوانسو نطاق عمل كبلر في أوائل القرن التاسع عشر، واكتشف متعددَيْ الوجوه النجميين المنتظمين المتبقيين. أثبت أغسطين لويس كوشي بعد فترة وجيزة اكتمال قائمة بوانسو، مع مراعاة افتراض غير مذكور بأن تسلسل رؤوس وحروف كل جانب مضلعي لا يمكن أن يقبل التكرار (وهو افتراض أُخذ بعين الاعتبار ولكن رُفِضَ في الأعمال الأولى لألبرشت لودفيغ فريدريش مايستر). أصبحت تعرف باسم متعددات وجوه كبلر وبوانسو، وأطلق آرثر كيلي عليها أسماءها المعتادة. وفي الوقت نفسه، قاد اكتشاف الأبعاد الأعلى في أوائل القرن التاسع عشر لودفيغ شليفلي بحلول عام 1853 إلى فكرة متعددات الأكناف عالية الأبعاد. بالإضافة إلى ذلك، في أواخر القرن التاسع عشر، أكمل عالم البلورات الروسي يفغراف فيودوروف تصنيف متوازيات الوجوه، وهي متعددات الوجوه المحدبة التي تبلّط الفضاء عن طريق الانسحابات.

### بين القرنين 20 و21
طرح الرياضياتي الألماني ديفيد هلبرت مجموعة مسائل في المؤتمر الدولي للرياضيات في باريس عام 1900م، سميت مسائل هلبرت، وقال أنها ستحدد شكل الرياضيات في القرن المقبل، لأن لها صلات وجذور بفروع متعددة من الرياضيات. وكانت إحدى هذه المسائل، وهي مسألة هلبرت الثالثة، تتعلق بمتعددات الوجوه وتقطيعها. وسرعان ما حُلَّت على يد تلميذ هلبرت ماكس دين، عندما قدم لامتغير دين لمتعددات الوجوه. وقد ميزت مبرهنة شتاينتس التي نشرها إرنست شتاينتس عام 1992، بيانات متعددات الوجوه المحدبة، حيث أدخلت الأفكار الحديثة من نظرية البيان والتوافيقيات في دراسة متعددات الوجوه.
يمكن إنشاء متعددات الوجوه كبلر وبوانسو من المجسمات الأفلاطونية عن طريق عملية تُسمَّى الاستنجام. معظم الاستنجامات ليست منتظمة. أعطى هارولد كوكستر وآخرون دفعة كبيرة لدراسة استنجامات المجسمات الأفلاطونية في عام 1938، مع المقالة البحثية الشهيرة الآن "عشرونيات الوجوه التسعة والخمسون". أشار تحليل كوكستر إلى ولادة جديدة للاهتمام بالهندسة. مضى كوكستر نفسه في تعداد متعددات الوجوه المحتتنة النجمية أول مرة، ومعالجة تبليطات المستوي على أنها متعددات وجوه، واكتشاف متعددات الوجوه المتخالفة المنتظمة، وتطوير نظرية متعددات الوجوه العُقدية التي اكتشفها شيبارد أول مرة في عام 1952، بالإضافة إلى تقديم مساهمات أساسية في العديد من مجالات الهندسة الأخرى.
أشار كل من برانكو غرونباوم وإمره لاكاتوش في الجزء الثاني من القرن العشرين إلى ميل علماء الرياضيات إلى تعريف ”متعدد الوجوه“ بطرق مختلفة وأحيانًا غير متوافقة لتناسب احتياجات اللحظة. في سلسلة من المقالات البحثية، وسّع غرونباوم التعريف المقبول لمتعدد الوجوه، واكتشف العديد من متعددات الوجوه المنتظمة الجديدة. اندمجت هذه الأفكار الأخيرة في نهاية القرن العشرين مع أعمال أخرى حول مُركَّبَات الوقوع لتكوين الفكرة الحديثة لمتعدد الوجوه المجرد (باعتباره متعدد الأكناف المجرد ثلاثي الأبعاد)، ولا سيما تلك التي قدمها ماكمولن وشولته.
اكتُشفت متعددات الوجوه في العديد من مجالات العلوم. فقد ظهرت المجسمات الأفلاطونية في الكائنات الحية، كما هو الحال في كرة بِغْلَو البُّرُورُوِيَّة التي تمتلك بنية عشريني الوجوه المنتظم. وصف إرنست هيكل عددًا من أنواع الشَّعُوعِيَّات، التي تتشكل بعض أصدافها على شكل متعددات وجوه منتظمة مختلفة. وتُشَكِّل الأصداف البروتينية الخارجية للعديد من الفيروسات متعددات الوجوه المنتظمة. على سبيل المثال، فيروس العوز المناعي البشري (HIV) محاط بعشروني وجوه منتظم، وكذلك رأس الفيروس العضلي النمطي. وقد ظهر عشروني الوجوه المنتظم أيضًا في تطبيقات الخرائطية عندما استخدم ر. بوكمينستر فولر شبكته في مشروعه المعروف باسم خريطة ديمكسيون، وأدرك بإحباط أن حجم غرينلاند أصغر من حجم أمريكا الجنوبية.
يتكرر ظهور متعددات الوجوه في الهندسة الحوسبية الحديثة والرسوميات الحاسوبية والتصميم الهندسي خاصةً إعادة إنشاء السطوح المتعددة الوجوه أو شبكات السطح المضلعاتية من نقاط المعطيات المتبعثرة، والخطوط المتقاصرة على السطوح المتعددة الوجوه، وقابلية الرؤية والإضاءة في مشاهد متعددات الوجوه، ومتعددات المكعبات ومتعددات الوجوه الأخرى غير المحدبة ذات الجوانب الموازية للمحاور، والأشكال الخوارزمية لمبرهنة شتاينتس، والمسألة التي لم تُحل بعد المتمثلة في وجود شبكات لمتعددات الوجوه المحدبة.

## معرض صور

متعدد وجوه طاراني ({\displaystyle T^{2}}) يتكون من 48 مثلثًا متساوي الأضلاع
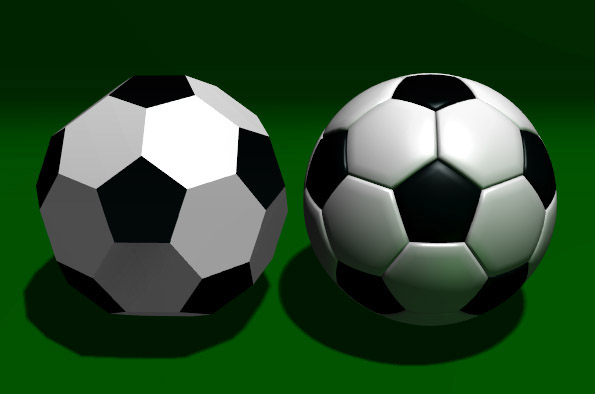
يمتلك عشروني الوجوه المبتور (على اليسار) 30 وجهًا، 20 منها مخمسة و12 منها مسدسة،[ه] إن الحالة الكروية له هي كرة القدم المعتادة
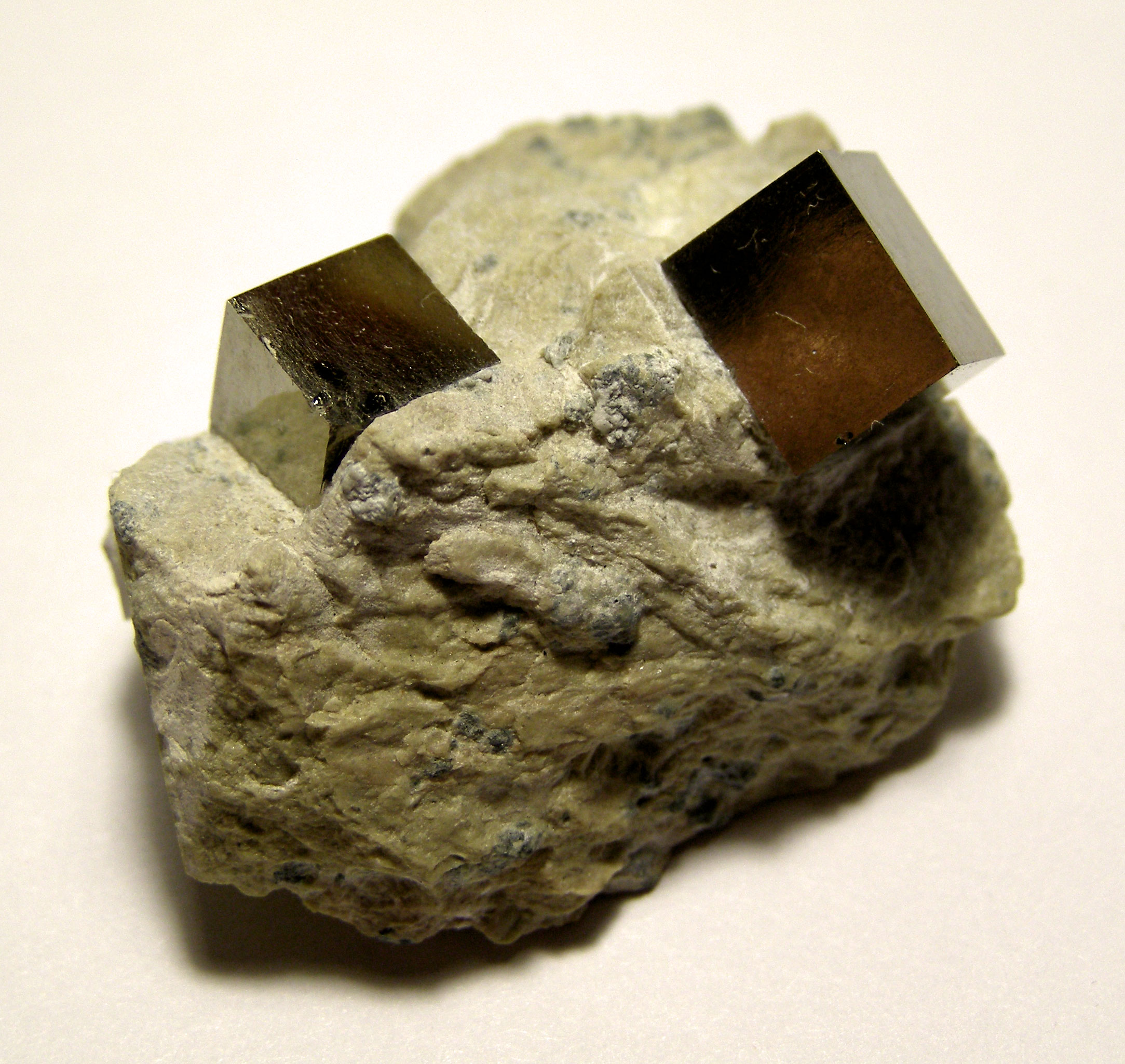
بلورتَا بيريت مكعبة
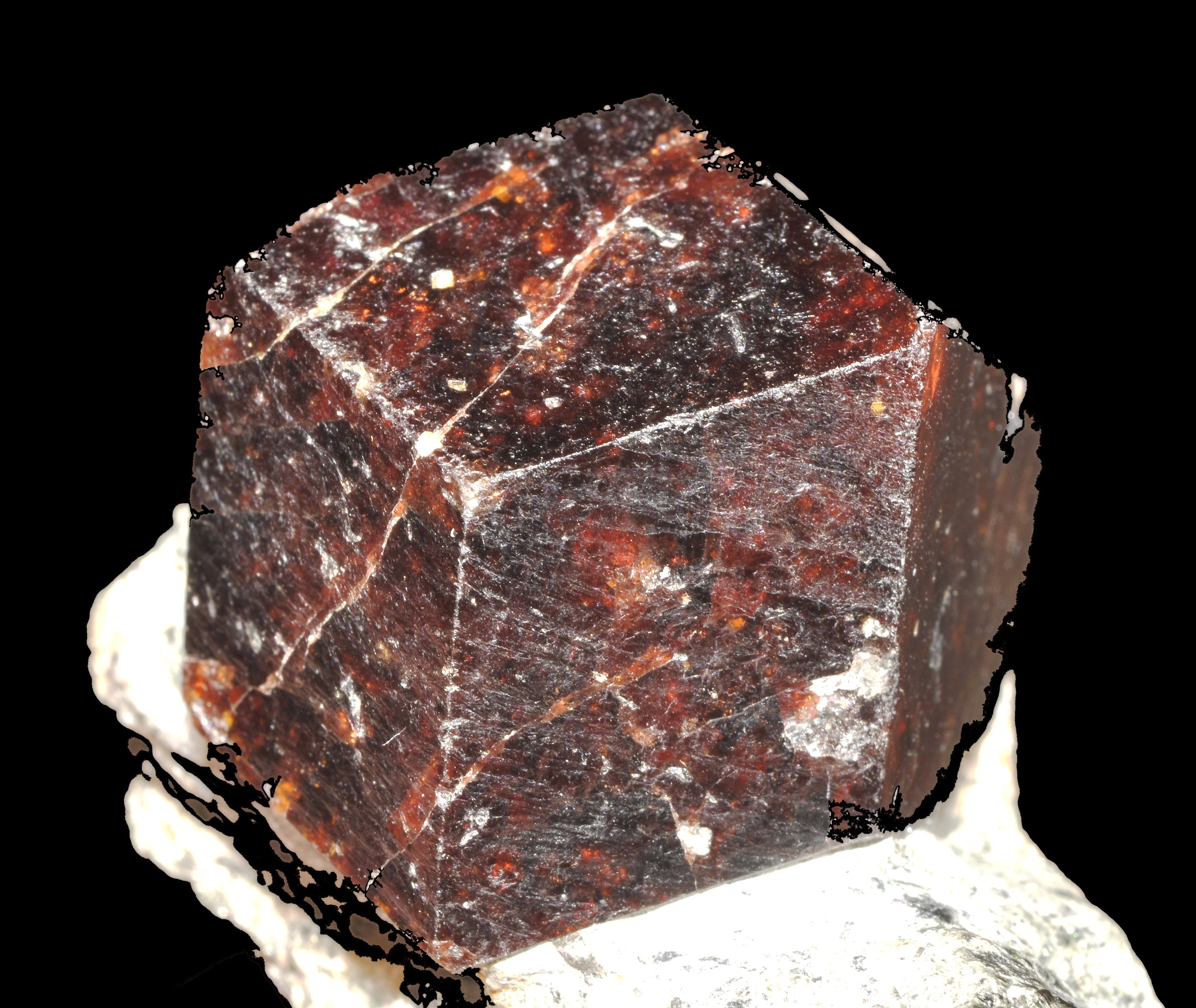
بلورة بجادي ذات شكل اثني عشري الوجوه المعينية
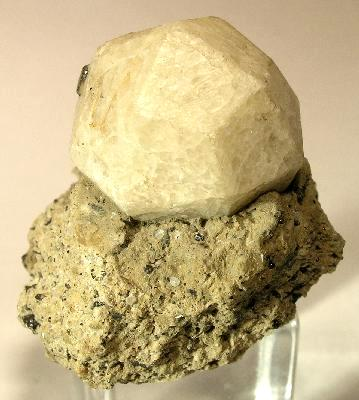
ليوسيت مع أوجيت، الأول على شكل مجسم ذي 24 وجهًا حدئيًا
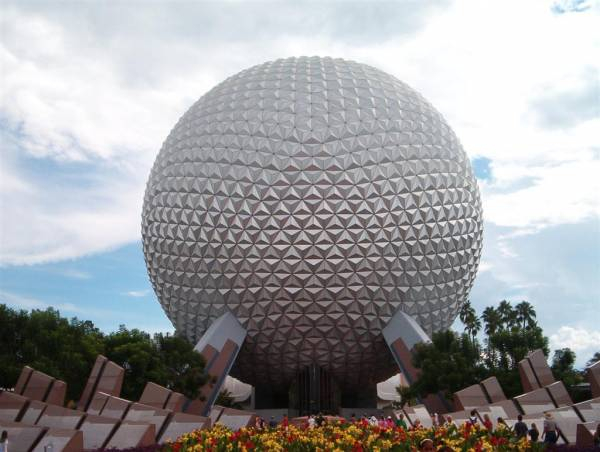
مثال عن قبة متقاصرات[و] مسماة الأرض سفينة الفضاء[الإنجليزية] في عالم والت ديزني بفلوريدا
ثماني الوجوه المستنجم[الإنجليزية]، هي نسخة مُوَيْجَهَة من المكعب
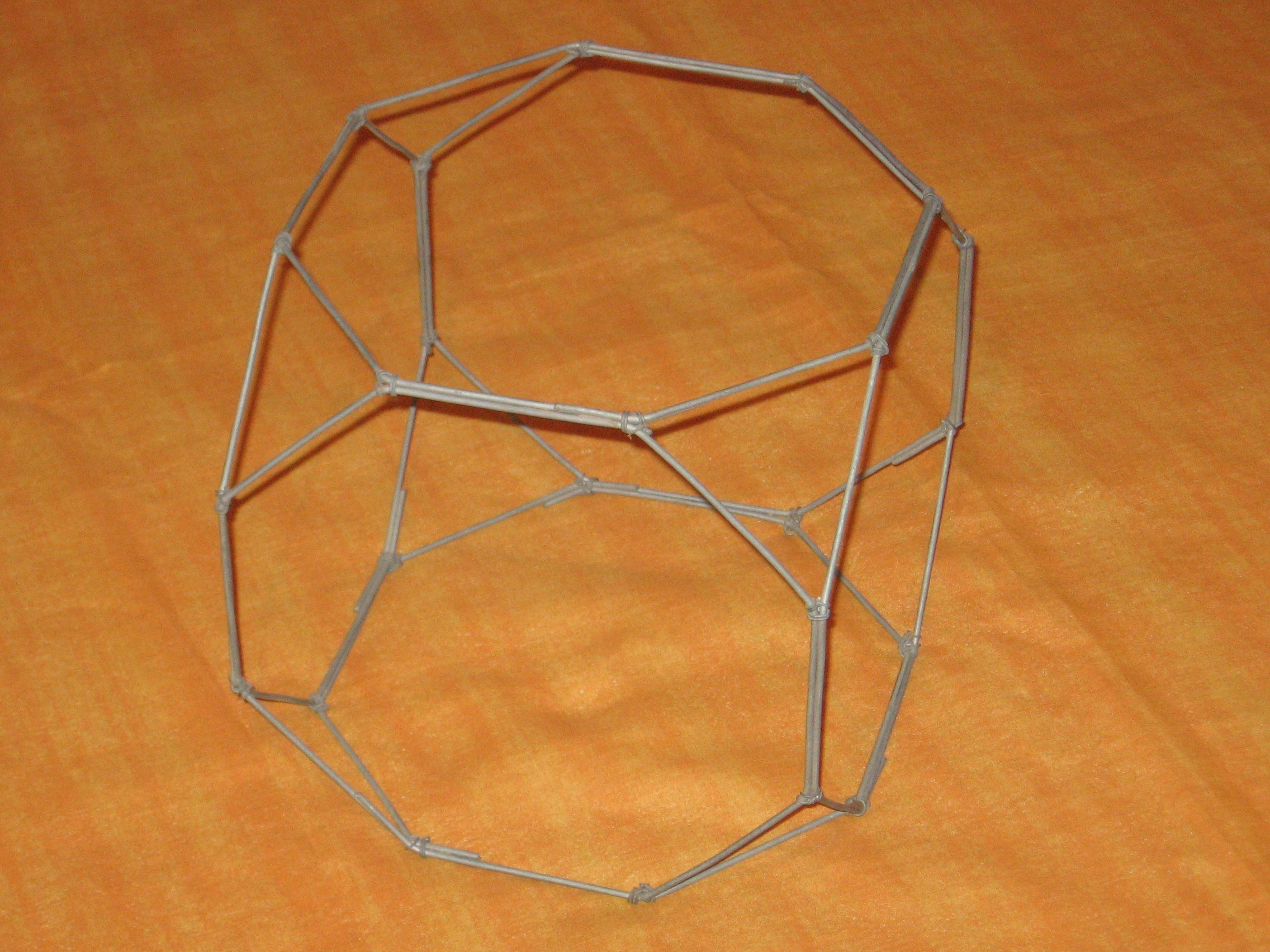
نموذج هيكل[الإنجليزية] مكعب مبتور في الفضاء

## الملاحظات
1. ↑  النص الأصيل: (بالإنجليزية: The Original Sin in the theory of polyhedra goes back to Euclid, and through Kepler, Poinsot, Cauchy and many others... at each stage... the writers failed to define what are the polyhedra)
2. ↑  يمكن تمثيل الخاصية الطبولوجية لمتعدد الوجوه المتساوية بتشكيل الوجوه. جميع المجسمات الأفلاطونية الخمسة ومجسمات كاتالان الثلاثة عشر متساوية الوجوه، وكذلك العائلات غير المنتهية من حدئيات الوجوه وثنائيات الأهرام. تسمح بعض تعريفات متساويات الوجوه بتنوعات هندسية تشمل الأشكال المقعرة وذاتية التقاطع.
3. ↑  هذا هو أحد التعريفات العديدة للمصطلح، اعتمادًا على المؤلف. تتداخل بعض التعريفات مع صنف متعددات الوجوه شبه المنتظمة.
4. ↑  كانت المجسمات الأرخميدية تحتوي في السابق على مجسم رابع عشر يُعرف باسم ذو الوجوه المكعبي الثماني المعيني الزائف[الإنجليزية]، وهو إنشاء خاطئ لذي الوجوه المكعبي الثماني المعيني. ومع ذلك، استُبعد لعدم امتلاكه خاصية الانتقال بين الرؤوس[الإنجليزية]، مما أدى إلى تصنيفه بدلاً من ذلك على أنه مُجسَّم جُنسون.[44]
5. ↑  لا يُمكن إنشاء مُتعدد وجوه بحيث تكون جميع رؤوسه تشترك فيها ثلاثة أحرف، وتكون جميع وجوهه مسدسة.
6. ↑  قبة المتقاصرات هي من أشكال متعددات الوجوه الكروية، وهي بنية قشرية رقيقة كروية جزئيًا أو كليًا مبنية على أساس شبكة من الدوائر العظمى (الخطوط المتقاصرة) على سطح الكرة.

## مسرد
| مرتب وفق الألفبائية الإنجليزية                                                 |                                            |
| #                                                                              |                                            |
| متعدد أكناف ثلاثي الأبعاد                                                      | 3-polytope                                 |
| متعدد أكناف رباعي الأبعاد                                                      | 4-polytope                                 |
| A                                                                              |                                            |
| متعدد وجوه مجرد                                                                | Abstract polyhedron                        |
| متعدد وجوه غير ذاتي التقاطع                                                    | Acoptic polyhedron                         |
| مبرهنة ألكسندروف للوحدانية                                                     | Alexandrov's uniqueness theorem            |
| منوعة جبرية                                                                    | Algebraic variety                          |
| خوارزمية                                                                       | Algorithm                                  |
| عيب زاوي                                                                       | Angular defect                             |
| حلقة                                                                           | Annulus                                    |
| موشور تخالفي                                                                   | Antiprism                                  |
| تناظر ضد موشوري                                                                | Antiprismatic symmetry                     |
| لامنتهيات الوجوه                                                               | Apeirohedron                               |
| قمة (لشكل هندسي)                                                               | Apex                                       |
| قوس                                                                            | Arc                                        |
| مجسم أرخميدي                                                                   | Archimedean solid                          |
| محور                                                                           | Axis                                       |
| B                                                                              |                                            |
| قاعدة (لشكل هندسي)                                                             | Base                                       |
| مبرهنة الكير                                                                   | Bellows theorem                            |
| ثنائي هرم                                                                      | Bipyramid                                  |
| مبرهنة بوياي وغيرفين                                                           | Bolyai–Gerwien theorem                     |
| حدود                                                                           | Boundary                                   |
| متعدد وجوه محدود                                                               | Bounded polyhedron                         |
| كرة بِغْلَو البُّرُورُوِيَّة                                                             | Braarudosphaera bigelowii                  |
| مبرهنة الفراشة                                                                 | Butterfly theorem                          |
| C                                                                              |                                            |
| متعدد وجوه قانوني                                                              | Canonical polyhedron                       |
| مجسم كاتالان                                                                   | Catalan solid                              |
| مبرهنة كوشي للجَسَاءة                                                            | Cauchy's rigidity theorem                  |
| خلية                                                                           | Cell                                       |
| مُجمَّع خلوي                                                                      | Cell complex                               |
| مركز (لشكل هندسي)                                                              | Centroid                                   |
| يدوانية                                                                        | Chirality                                  |
| زمرة متعدد وجوه يدوانية                                                        | Chiral polyhedral group                    |
| كرة محيطة                                                                      | Circumsphere, Circumscribed sphere         |
| تصنيف المتنوعات                                                                | Classification of manifolds                |
| توافيقي                                                                        | Combinatorial                              |
| توافيقيات                                                                      | Combinatorics                              |
| جبر تبديلي                                                                     | Commutative algebra                        |
| متعدد وجوه عُقدي                                                                | Complex polyhedron                         |
| زمرة انعكاس عُقدية                                                              | Complex reflection group                   |
| مُركَّب خمس رباعيات الوجوه                                                        | Compound of five tetrahedra                |
| متعدد وجوه مؤلف                                                                | Composite polyhedron                       |
| هندسة حوسبية                                                                   | Computational geometry                     |
| رسوميات الحاسوب                                                                | Computer graphics                          |
| تشكيلة                                                                         | Configuration                              |
| مُركِّبة مترابطة                                                                  | Connected component                        |
| غلاف محدب                                                                      | Convex hull                                |
| مضلع محدب                                                                      | Convex polygon                             |
| متعدد وجوه محدب                                                                | Convex polyhedron                          |
| وضع محدب                                                                       | Convex position                            |
| مجموعة محدبة                                                                   | Convex set                                 |
| قبعة متصالبة                                                                   | Cross-cap                                  |
| متعدد وجوه تشاسار                                                              | Császár polyhedron                         |
| مكعب                                                                           | Cube                                       |
| شهد مكعبي                                                                      | Cubic honeycomb                            |
| ذو الوجوه المكعبي الثماني                                                      | Cuboctahedron                              |
| قبة                                                                            | Cupola                                     |
| متعدد وجوه منحنٍ                                                                | Curved polyhedra                           |
| زمرة دورية                                                                     | Cyclic group                               |
| أسطوانة                                                                        | Cylinder                                   |
| D                                                                              |                                            |
| مُنْحَلّ                                                                           | Degenerate                                 |
| انحلال                                                                         | Degeneracy                                 |
| لامتغير دين                                                                    | Dehn invariant                             |
| معادلات دين وسومرفيل                                                           | Dehn–Sommerville equations                 |
| دلتاوي وجوه                                                                    | Deltahedron                                |
| ذو 24 وجهًا حدئيًا                                                               | Deltoidal icositetrahedron                 |
| مبرهنة ديكارت عن العيب الزاوي الكلي                                            | Descartes' theorem on total angular defect |
| قُطْر                                                                            | Diagonal                                   |
| ثنائي الجوانب                                                                  | Digon                                      |
| زاوية ثنائية الوجه                                                             | Dihedral angle                             |
| بُعد                                                                            | Dimension                                  |
| تقطيع (شكل هندسي)                                                              | Dissection                                 |
| مبرهنة التباعد                                                                 | Divergence theorem                         |
| اثنا عشري وجوه                                                                 | Dodecahedron                               |
| جداء سُلَّمي                                                                      | Dot product                                |
| ثِنْوِيّ                                                                           | Dual                                       |
| متعدد وجوه ثِنْوِيّ                                                                | Dual polyhedron                            |
| ترتيب جزئي                                                                     | Dual order                                 |
| ثِنْوِيَّة                                                                          | Duality                                    |
| E                                                                              |                                            |
| حرف، حافة                                                                      | Edge                                       |
| انتقالي الحروف                                                                 | Edge-transitive                            |
| متعدد وجوه ابتدائي                                                             | Elementary polyhedron                      |
| طَمْر                                                                            | Embedding                                  |
| مجموعة خالية                                                                   | Empty set                                  |
| هرم مربع متساوي الحروف                                                         | Equilateral square pyramid                 |
| كثير حدود إرهارت                                                               | Ehrhart polynomial                         |
| فضاء إقليدي                                                                    | Euclidean space                            |
| مميزة أويلر                                                                    | Euler characteristic                       |
| صيغة أويلر لمتعددات الوجوه                                                     | Euler's polyhedral formula                 |
| F                                                                              |                                            |
| وجه                                                                            | Face                                       |
| انتقالي الوجوه                                                                 | Face-transitive                            |
| كَنَف (تعميم وجه على أي بعد) وُجَيْه (مضلع تكون زواياه رؤوسًا لمتعدد وجوه وليس وجهًا) | Facet                                      |
| تشكيل بالوجيهات                                                                | Faceting                                   |
| شكل                                                                            | Figure                                     |
| متعدد وجوه انثنائي                                                             | Flexible polyhedron                        |
| جذع                                                                            | Frustum                                    |
| زمرة متعدد وجوه كاملة                                                          | Full polyhedral group                      |
| G                                                                              |                                            |
| جنس                                                                            | Genus                                      |
| خط متقاصر                                                                      | Geodesic                                   |
| تصميم هندسي                                                                    | Geometric design                           |
| بيان                                                                           | Graph                                      |
| نظرية البيان                                                                   | Graph theory                               |
| قوس أعظم                                                                       | Great arc                                  |
| مُوَازي وجوه مكعبي مكعبي ثماني عظيم                                              | Great cubicuboctahedron                    |
| زمرة                                                                           | Group                                      |
| H                                                                              |                                            |
| نصف فضاء                                                                       | Half-space                                 |
| تطبيق هيوود                                                                    | Heawood map                                |
| هرم مسدس                                                                       | Hexagonal pyramid                          |
| مسائل هلبرت                                                                    | Hilbert's problems                         |
| مسألة هلبرت الثالثة                                                            | Hilbert's third problem                    |
| مسألة هلبرت الثامنة عشر                                                        | Hilbert's eighteenth problem               |
| فضاء هلبرت                                                                     | Hilbert space                              |
| شَهْد                                                                            | Honeycomb                                  |
| كَثور الوجوه                                                                    | Hosohedra                                  |
| فضاء زائدي                                                                     | Hyperbolic space                           |
| I                                                                              |                                            |
| عشروني وجوه                                                                    | Icosahedron                                |
| تناظر عشروني الوجوه                                                            | Icosahedral symmetry                       |
| ذو الوجوه الاثنا عشري العشروني                                                 | Icosidodecahedron                          |
| نقطة مثالية                                                                    | Ideal point                                |
| متعدد وجوه مثالي                                                               | Ideal polyhedron                           |
| هندسة الوقوع                                                                   | Incidence geometry                         |
| كرة محاطة                                                                      | Insphere, Inscribed sphere                 |
| عدد صحيح                                                                       | Integer                                    |
| متعدد وجوه صحيح                                                                | Integral polyhedra                         |
| متساوي الرؤوس                                                                  | Isogonal                                   |
| متساوي الوجوه (صفة)                                                            | Isohedral                                  |
| متساوي وجوه                                                                    | Isohedron                                  |
| متساوي الحروف                                                                  | Isotoxal                                   |
| J                                                                              |                                            |
| عشروني وجوه ييسن                                                               | Jessen's icosahedron                       |
| مجسم جونسون                                                                    | Johnson solid                              |
| K                                                                              |                                            |
| متعدد وجوه كبلر وبوانسو                                                        | Kepler–Poinsot polyhedron                  |
| قارورة كلاين                                                                   | Klein bottle                               |
| L                                                                              |                                            |
| شَبِيكة                                                                          | Lattice                                    |
| متعدد وجوه شَبِيكي                                                               | Lattice polyhedron                         |
| معادلة خطية                                                                    | Linear equation                            |
| قطعة مستقيمة                                                                   | Line segment                               |
| M                                                                              |                                            |
| مُتنوِّعة                                                                         | Manifold                                   |
| تطبيق                                                                          | Map, mapping                               |
| فضاء متري                                                                      | Metric space                               |
| كرة وسيطة                                                                      | Midsphere                                  |
| مجموع منكوفسكي                                                                 | Minkowski sum                              |
| شريط موبيوس                                                                    | Möbius strip                               |
| بردية موسكو الرياضية                                                           | Moscow Mathematical Papyrus                |
| N                                                                              |                                            |
| متعدد وجوه نوني الأبعاد                                                        | n-dimensional polyhedron                   |
| متعدد وجوه نبيل                                                                | Noble polyhedron                           |
| متعدد وجوه غير محدب                                                            | Non-convex polyhedron                      |
| O                                                                              |                                            |
| ثماني وجوه                                                                     | Octahedron                                 |
| تناظر ثماني الوجوه                                                             | Octahedral symmetry                        |
| ترتيب معاكس                                                                    | Opposite order                             |
| قابل للتوجيه                                                                   | Orientable                                 |
| قابلية التوجيه                                                                 | Orientability                              |
| متعدد وجوه متعامد                                                              | Orthogonal polyhedron                      |
| مُبسَّط قائم                                                                      | Orthoscheme                                |
| P                                                                              |                                            |
| متوازي وجوه                                                                    | Parallelepiped                             |
| متوازي متعدد الوجوه                                                            | Parallelohedron                            |
| مجموعة مرتبة جزئيًا                                                             | Partially ordered set                      |
| ترتيب جزئي                                                                     | Partial order                              |
| عمودي                                                                          | Perpendicular                              |
| مخمس نجمي                                                                      | Pentagram                                  |
| منظور                                                                          | Perspective                                |
| بيان مستوٍ                                                                      | Planar graph                               |
| مستوٍ                                                                           | Plane                                      |
| مجسم أفلاطوني                                                                  | Platonic solid                             |
| زمرة نقطية                                                                     | Point group                                |
| تحويل معاكس قطبي                                                               | Polar reciprocation                        |
| متعدد مكعبات                                                                   | Polycube                                   |
| مضلع                                                                           | Polygon                                    |
| شبكة مضلعية                                                                    | Polygonal net                              |
| سطح متعدد الوجوه                                                               | Polyhedral surface                         |
| مُركَّب متعددات وجوه                                                              | Polyhedral compound                        |
| متعدد وجوه                                                                     | Polyhedron                                 |
| زمرة متعدد وجوه                                                                | Polyhedral group                           |
| دومينو متعدد                                                                   | Polyomino                                  |
| متعدد أكناف                                                                    | Polytope                                   |
| موشور                                                                          | Prism                                      |
| تناظر موشوري                                                                   | Prismatic symmetry                         |
| موشور متوازي الوجهين                                                           | Prismatoid                                 |
| ذو الوجوه المكعبي الثماني المعيني الزائف                                       | Pseudorhombicuboctahedron                  |
| هرم                                                                            | Pyramid                                    |
| تناظر هرمي                                                                     | Pyramidal symmetry                         |
| بيريتي وجوه                                                                    | Pyritohedron                               |
| تناظر بيريتي                                                                   | Pyritohedral symmetry                      |
| Q                                                                              |                                            |
| شبه منتظم                                                                      | Quasiregular                               |
| R                                                                              |                                            |
| الشَّعُوعيّات                                                                      | Radiolarians                               |
| تحقيق                                                                          | Realization                                |
| مستو إسقاطي حقيقي                                                              | Real projective plane                      |
| متوازي مستطيلات                                                                | Rectangular cuboid                         |
| مضلع مستقيم                                                                    | Rectilinear polygon                        |
| رباعي وجوه ريف                                                                 | Reeve tetrahedron                          |
| انعكاس                                                                         | Reflection                                 |
| تناظر انعكاسي                                                                  | Reflection symmetry                        |
| مضلع منتظم                                                                     | Regular polygon                            |
| متعدد وجوه منتظم                                                               | Regular polyhedron                         |
| شهد اثني عشريات الوجوه المعينية                                                | Rhombic dodecahedral honeycomb             |
| اثنا عشري وجوه معينية                                                          | Rhombic dodecahedron                       |
| ذو الوجوه المكعبي الثماني المعيني                                              | Rhombicuboctahedron                        |
| ثلاثوني وجوه معينية                                                            | Rhombic triacontahedron                    |
| زاوية قائمة                                                                    | Right angle                                |
| دوران                                                                          | Rotation                                   |
| طارمة                                                                          | Rotunda                                    |
| انعكاس دوراني                                                                  | Rotoreflection                             |
| S                                                                              |                                            |
| مَقَاس                                                                           | Scale                                      |
| متعدد وجوه شونهارت                                                             | Schönhardt polyhedron                      |
| متعدد وجوه ذاتي التقاطع                                                        | Self-crossing polyhedron                   |
| نصف منتظم                                                                      | Semiregular                                |
| جسور كونيغسبرغ السبعة                                                          | Seven Bridges of Königsberg                |
| هيئة، شكل                                                                      | Shape                                      |
| مضلع بسيط                                                                      | Simple polygon                             |
| مُبسَّط                                                                           | Simplex                                    |
| متعدد أكناف مبسطة                                                              | Simplicial polytope                        |
| هيكل                                                                           | Skeleton                                   |
| متعدد وجوه متخالف                                                              | Skew polyhedron                            |
| تشريح                                                                          | Slicing                                    |
| اثنا عشري وجوه مستنجم صغير                                                     | Small stellated dodecahedron               |
| ذو الوجوه المكعبي الثماني الأفطس                                               | Snub cuboctahedron                         |
| ذو الوجوه الاثنا عشري العشروني الأفطس                                          | Snub icosidodecahedron                     |
| مجسم                                                                           | Solid                                      |
| شكل مجسم                                                                       | Solid figure                               |
| متعدد وجوه مجسم                                                                | Solid polyhedron                           |
| متعدد وجوه مالئ للفضاء                                                         | Space-filling polyhedron                   |
| متعدد وجوه كروي                                                                | Spherical polyhedron                       |
| هرم مربع                                                                       | Square pyramid                             |
| متعدد وجوه نجمي                                                                | Star polyhedron                            |
| مبرهنة شتاينتس                                                                 | Steinitz's theorem                         |
| اثنا عشري وجوه مستنجم                                                          | Stellated dodecahedron                     |
| استنجام                                                                        | Stellation                                 |
| مبرهنة الكير القوي                                                             | Strong bellows theorem                     |
| بنية                                                                           | Structure                                  |
| سطح                                                                            | Surface                                    |
| مساحة سطح                                                                      | Surface area                               |
| شبكة سطح                                                                       | Surface mesh                               |
| تناظر                                                                          | Symmetry                                   |
| زمرة تناظر                                                                     | Symmetry group                             |
| عملية تناظر                                                                    | Symmetry operation                         |
| مدار تناظر                                                                     | Symmetry orbit                             |
| متعدد وجوه سيلاشي                                                              | Szilassi polyhedron                        |
| T                                                                              |                                            |
| مُماس                                                                           | Tangent                                    |
| رَصْف                                                                            | Tessellation                               |
| رباعي وجوه                                                                     | Tetrahedron                                |
| تناظر ثلاثي الوجوه                                                             | Tetrahedral symmetry                       |
| موازي وجوه رباعي نصف سداسي                                                     | Tetrahemihexahedron                        |
| طيماوس                                                                         | Timaeus                                    |
| قرص طبولوجي                                                                    | Topological disk                           |
| كرة طبولوجية                                                                   | Topological sphere                         |
| طبولوجيا                                                                       | Topology                                   |
| طاراني                                                                         | Toroid                                     |
| طاراني                                                                         | Toroidal                                   |
| متعدد وجوه طاراني                                                              | Toroidal polyhedron                        |
| مُنوَّعة طارية                                                                    | Toric variety                              |
| طارة                                                                           | Torus                                      |
| انسحاب                                                                         | Translation                                |
| حدئي وجوه                                                                      | Trapezohedron                              |
| شبه منحرف                                                                      | Trapezoid                                  |
| عشروني وجوه مثلوثة                                                             | Triakis icosahedron                        |
| موشور مثلث                                                                     | Triangular                                 |
| تثليث زاوي                                                                     | Triangulation                              |
| موشور مثلث ثلاثي الزيادة                                                       | Triaugmented triangular prism              |
| عشروني وجوه مبتور                                                              | Truncated icosahedron                      |
| رباعي وجوه مبتور                                                               | Truncated tetrahedron                      |
| ثماني وجوه مبتور                                                               | Truncated octahedron                       |
| شهد ثمانيات الوجوه المبتورة                                                    | Truncated octahedral honeycomb             |
| شهد رباعيات الوجوه وثمانياتها                                                  | Tetrahedral-octahedral honeycomb           |
| ثنائي الأبعاد                                                                  | Two-dimensional                            |
| ثلاثي الأبعاد                                                                  | Three-dimensional                          |
| U                                                                              |                                            |
| متعدد وجوه غير أمين                                                            | Unfaithful polyhedron                      |
| متعدد وجوه مُحتَتِن                                                               | Uniform polyhedron                         |
| متعدد وجوه نجمي مُحتَتِن                                                          | Uniform star polyhedron                    |
| متجه الوحدة                                                                    | Unit vector                                |
| V                                                                              |                                            |
| مُنوَّعة                                                                          | Variety                                    |
| متجه                                                                           | Vector                                     |
| رأس                                                                            | Vertex                                     |
| تشكيلة رأس                                                                     | Vertex configuration                       |
| انتقالي الرؤوس                                                                 | Vertex-transitive                          |
| شكل الرأس                                                                      | Vertex figure                              |
| حجم                                                                            | Volume                                     |
| W                                                                              |                                            |
| فقاعات وير وَفيلان                                                              | Weaire-Phelan bubbles                      |
| إسفين                                                                          | Wedge                                      |
| إطار سلكي                                                                      | Wire-frame                                 |
| Z                                                                              |                                            |
| متعدد وجوه نُطُقِيّ                                                                | Zonohedron                                 |

### فهرس الإحالات
المنشورات
العربية
1. ↑  [أ] دعبول (2018)، ص. 538.
[ب] مكتب التنسيق (1989)، ص. 226.
[جـ] حمدان (2007)، ص. 839.
[د] الخطيب (1999)، ص. 456.
2. ↑  [أ] مجمع القاهرة (2001)، ص. 277.
[ب] مكتب التنسيق (2000)، ص. 179.
[جـ] ساسين (2007)، ص. 671.
3. ↑  [أ] الخطيب (2018)، ص. 604.
[ب] مكتب التنسيق (1990)، ص. 116.
[جـ] تركي (1968)، ص. 446.
[د] بوروفسكي (1995)، ص. 479.
[هـ] ساسين (2007)، ص. 671.
[و] الخطيب (1999)، ص. 456.
[ز] حمدان (2007)، ص. 839.
4. ↑  [أ] حمدان (2007)، ص. 839.
[ب] الخطيب (2001)، ص. 574.
5. ↑  [أ] دعبول (2018)، ص. 538.
[ب] الخطيب (2001)، ص. 574.
[جـ] دبس (1986)، ص. 2530.
6. ↑  دعبول (2018)، ص. 690.
7. ↑  راشد (2005)، ج. 2، ص. 579.

الألمانية
1. ↑  Debrunner (1980), s. 583–587.
2. ↑  Haeckel (1904), Taf. 1.

الإنجليزية
1. ↑  Oxford (1989), vol. 12, p. 63.
2. 1 2  Lakatos (2015), p. 16.
3. ↑  Grünbaum (1994), p. 43.
4. ↑  Loeb (2012), p. 65–75.
5. ↑  [a] McCormack (1931), p. 416.
[b] Berg (2008), p. 64.
6. ↑  Toth (2002), p. 266.
7. ↑  Stewart (1980), p. 6.
8. 1 2 3  Cromwell (1997), p. 86, 206-209.
9. ↑  O'Rourke (1995), p. 113–116.
10. 1 2  Grünbaum (1999), p. 163–199.
11. ↑  Bokowski (2000), p. 197–208.
.
12. 1 2  Burgiel (2000), p. 241–255.
13. 1 2  Grünbaum (2003), p. 461–488.
14. 1 2 3  Grünbaum (1967), p. 26.
15. 1 2 3  Gubeladze (2009), p. 5.
16. 1 2 3  Ringel (1974), p. 34–53.
17. ↑  Richeson (2008), p. 157, 180.
18. ↑  Stewart (1980), p. 18.
19. ↑  Cundy (1961), p. 78–79.
20. ↑  Grünbaum (1969), p. 260.
21. ↑  Coxeter (1973), p. 16.
22. ↑  Barnette (1973), p. 349–354.
23. ↑  Luotoniemi (2017), p. 17–24.
24. ↑  Coxeter (1930), p. 337.
25. ↑  Hartshorne (2000), p. 442.
26. ↑  Posamentier (2014), p. 543.
27. ↑  Bagemihl (1948), p. 411–413.
28. ↑  Goldman (1991), p. 170–171.
29. ↑  Büeler (2000), p. 131–154.
30. ↑  Alexandrov (2011), p. 1–13.
31. ↑  Aleksandrov (2012), vol. 3, p. 278.
32. ↑  McLean (1990), p. 247.
33. ↑  Grünbaum (1997), p. 13-52.
34. 1 2  Senechal (1989), p. 12.
35. ↑  Powell (2010), p. 27.
36. ↑  Flusser (2017), p. 127-128.
37. 1 2 3  Flusser (2017), p. 126.
38. ↑  Hergert (2018), p. 56.
39. ↑  Flusser (2017), p. 125.
40. ↑  Hergert (2018), p. 57.
41. ↑  Buldygin (2000), p. 2.
42. ↑  Kefn (1938), p. 75.
43. ↑  Cromwell (1997), p. 51-52.
44. ↑  Grünbaum (2009), p. 89–101.
45. ↑  Diudea (2018), p. 39.
46. ↑  Berman (1971), p. 329–352.
.
47. ↑  Cundy (1952), p. 263–266.
48. ↑  Hartshorne (2000), p. 464.
49. ↑  Timofeenko (2012), p. 483–512.
50. ↑  Schramm (1992), p. 543–560.
51. ↑  Coxeter (1985), p. 61–62.
52. ↑  Grünbaum (2003), pp. 235–244.
53. ↑  Coxeter (1973), p. 8.
54. 1 2  Bridge (1974), p. 548–552.
55. ↑  Inchbald (2006), p. 253–261.
56. ↑  Demaine (2008), p. 345–348.
57. ↑  Thurston (1997), p. 128.
58. ↑  Stanley (1997), p. 235–239.
59. ↑  Kołodziejczyk (1996), p. 271–278.
60. ↑  Cox (2011), p. 318–327.
61. ↑  Stanley (1996), p. 75–78.
62. ↑  Taylor (1992), p. 108-111.
63. ↑  O’Rourke (2008), p. 307–317.
64. ↑  Gardner (1966), p. 138–143.
65. ↑  Coxeter (1974), p. 9-18.
66. ↑  Popko (2012), p. 463.
67. ↑  Mortensen (2007), p. 402–407.
68. ↑  Pearce (1978), p. 224.
69. ↑  Grötschel (1993), p. 9.
70. ↑  Kitchen (1991), p. 201–208.
71. ↑  Gunn (1929), p. 167–185.
72. ↑  Friberg (2000), p. 97–188.
73. ↑  Eves (1969), p. 42–44.
74. 1 2  Field (1979), p. 241–289.
75. ↑  Bréard (2019), p. 313–343.
76. ↑  Waerden (1983), p. 192–217.
77. ↑  Knorr (1983), p. 71–78.
78. ↑  Hisarligil (2018), p. 125–152.
79. ↑  Gamba (2012), p. 267–271.
80. ↑  Andrews (2022), p. 48-49, 174-186.
81. ↑  Calvo-López (2010), p. 75–111.
82. ↑  Field (1997), p. 241–289.
83. ↑  Montebelli (2015), p. 135–141.
84. ↑  Ghomi (2018), p. 25–27.
85. ↑  Saffaro (1992), p. 55–64.
86. ↑  
Andrews (2022), p. 120-144, 156-167.
87. ↑  Friedman (2018), p. 71.
88. ↑  Federico (1982), p. 58.
89. ↑  Francese (2007), p. 286–296.
90. ↑  Alexanderson (2006), p. 567–573.
91. ↑  Eckmann (2006), p. 177–188.
92. ↑  Grünbaum1994a, vol. 2, p. 866–876.
93. ↑  Coxeter (1973), p. 141–143.
94. ↑  Zeeman (2002), p. 241–247.
95. ↑  Grünbaum (2007), p. 445–463.
96. ↑  Coxeter (1982), p. 3–7.
97. ↑  [a] Coxeter (1974), p. IX-X.
98. ↑  McMullen2002, p. 1.
99. ↑  Hagino (2013), p. 1-11.
100. ↑  [a] King (2011), p. 46–62.
[b] Strauss (2008), p. 35–62.
101. ↑  Cromwell (1997), p. 7.
102. ↑  Lim (2014), p. 59–78.
103. ↑  Mitchell (1987), p. 647–668.
104. ↑  Teller (1993), p. 239–246.
105. ↑  Cherchi (2019), p. 5.
106. ↑  Rote (2012), p. 238–241.
107. ↑  Demaine (2008), p. 312-338.

الفرنسية
1. ↑  Sydler (1965), p. 43–80.

الوب
بالإنجليزية
1. ↑  "Dehn invariant". Encyclopedia of Mathematics (بالإنجليزية). Archived from the original on 2025-02-16. Retrieved 2025-06-16.
2. ↑  Lawson-Perfect, Christian (13 Oct 2013), "An enneahedron for Herschel", The Aperiodical (بالإنجليزية), Archived from the original on 2025-06-22, Retrieved 2016-12-07
3. ↑  Amelia Carolina Sparavigna (3 May 2012). "An Etruscan dodecahedron" (PDF). Arxiv (بالإنجليزية). Archived from the original (PDF) on 2022-12-22. Retrieved 2025-06-16.
4. ↑  Joseph Malkevitch (2018). "Regular-Faced Polyhedra: Remembering Norman Johnson". American Mathematical Society (بالإنجليزية). Archived from the original on 2025-01-12. Retrieved 2025-06-21.
5. ↑  David Austin (2013). "Fedorov's five parallelohedra". American Mathematical Society (بالإنجليزية). Archived from the original on 2018-01-01. Retrieved 2025-06-21.

### معلومات المراجع كاملة
الكتب
العربية
- أحمد رياض تركي، المحرر (1968)، المعجم العلمي المصور (بالعربية والإنجليزية)، القاهرة: الجامعة الأمريكية بالقاهرة، OCLC:18795017، QID:Q123644307
- محمد دبس، المحرر (1986)، معجم مصطلحات العلم والتكنولوجيا: إنكليزي - عربي (M-R) (بالعربية والإنجليزية)، بيروت: معهد الإنماء العربي، ج. 3، OCLC:4770320776، QID:Q130298868
- المعجم الموحد لمصطلحات الفيزياء العامة والنووية: (إنجليزي - فرنسي - عربي)، قائمة إصدارات سلسلة المعاجم الموحدة (2) (بالعربية والإنجليزية والفرنسية)، تونس: مكتب تنسيق التعريب، 1989، OCLC:1044610077، QID:Q113987323
- المعجم الموحد لمصطلحات الرياضيات والفلك: (إنجليزي - فرنسي - عربي)، قائمة إصدارات سلسلة المعاجم الموحدة (3) (بالعربية والإنجليزية والفرنسية)، تونس: مكتب تنسيق التعريب، 1990، OCLC:4769958475، QID:Q114600477
- أفرام بوروفسكي؛ جوناثان بوروين (1995)، معجم الرياضيات: إنكليزي - فرنسي - عربي، المعاجم الأكاديمية المتخصصة (بالعربية والإنجليزية والفرنسية)، ترجمة: علي مصطفى بن الأشهر، مراجعة: محمد الدبس، بيروت: أكاديميا إنترناشيونال، OCLC:822262215، QID:Q121833036
- رشدي راشد؛ ريجيس مورلون، المحررون (2005). موسوعة تاريخ العلوم العربية. سلسلة تاريخ العلوم العربية (4) (ط. 2). بيروت: مركز دراسات الوحدة العربية، مؤسسة عبد الحميد شومان. ISBN:978-9953-450-74-2. OCLC:834806113. QID:Q120867724.
- أحمد شفيق الخطيب (1999)، معجم المصطلحات العلمية والفنية والهندسية: إنكليزي - عربي موضح بالرسوم (بالعربية والإنجليزية) (ط. 6)، بيروت: مكتبة لبنان ناشرون، QID:Q124253972
- المعجم الموحد لمصطلحات الجيولوجيا: (انجليزي فرنسي عربي). قائمة إصدارات سلسلة المعاجم الموحدة (17) (بالعربية والإنجليزية والفرنسية). الرباط: مكتب تنسيق التعريب. 2000. ISBN:978-9954-0-0733-4. OCLC:54044711. QID:Q115944157.
- معجم الرياضيات (بالعربية والإنجليزية)، القاهرة: مجمع اللغة العربية بالقاهرة، ج. 3، 2001، QID:Q120333813
- أحمد شفيق الخطيب (2001). قاموس العلوم المصور: بالتعريفات والتطبيقات (بالعربية والإنجليزية) (ط. 1). بيروت: مكتبة لبنان ناشرون. ISBN:978-9953-10-218-4. OCLC:50131139. QID:Q124741809.
- ميشال إبراهيم ساسين؛ رامي أبو سليمان؛ فادي فرحات (2007). قاموس المصطلحات العلمية: فيزياء - كيمياء - رياضيات (إنكليزي - فرنسي - عربي) مع مسرد ألفبائي بالألفاظ الفرنسية (بالعربية والإنجليزية والفرنسية) (ط. 1). بيروت: دار الكتب العلمية. ISBN:978-2-7451-5445-3. OCLC:929661320. OL:53616244M. QID:Q120799140.
- محمود أحمد حمدان (2007). قاموس دار العلم الهندسي الشامل (بالعربية والإنجليزية) (ط. 2). بيروت: دار العلم للملايين. ISBN:978-9953-9026-9-2. OCLC:1012683023. OL:13208969M. QID:Q124796283.
- أحمد شفيق الخطيب (2018). معجم المصطلحات العلمية والفنية والهندسية الجديد: إنجليزي - عربي موضح بالرسوم (بالعربية والإنجليزية) (ط. 1). بيروت: مكتبة لبنان ناشرون. ISBN:978-9953-33-197-3. OCLC:1043304467. OL:19871709M. QID:Q12244028.
- موفق دعبول؛ بشير قابيل؛ مروان البواب؛ خضر الأحمد (2018)، معجم مصطلحات الرياضيات (بالعربية والإنجليزية)، دمشق: مجمع اللغة العربية بدمشق، OCLC:1369254291، QID:Q108593221

الألمانية
- Ernst Haeckel (1904), Kunstformen der Natur (بالألمانية), Leipzig: Bibliographisches Institut, OCLC:7338810, QID:Q135012314

الإنجليزية
- Joseph P. McCormack (1931), Solid geometry (بالإنجليزية), New York: D. Appleton & Company, OCLC:1952745, QID:Q134874590
- Willis F. Kefn; James R. Bland (1938), Solid Mensuration with proofs (بالإنجليزية) (2nd ed.), New York: Wiley, OCLC:1031685565, QID:Q134972207
- H. Martyn Cundy; A. P. Rollett (1961). Mathematical models (بالإنجليزية) (2nd ed.). Oxford: Oxford University Press. ISBN:978-0-19-914018-3. MR:0124167. QID:Q134906757.
- Branko Grünbaum (1967). Convex Polytopes. Pure and Applied Mathematics (16) (بالإنجليزية) (1st ed.). London: Interscience Publishers. ISBN:978-1-4613-0019-9. OCLC:756451716. QID:Q134895173.
- H.S.M. Coxeter (1973). Regular Polytopes. Dover books on advanced mathematics (بالإنجليزية) (3rd ed.). New York: Dover Publications. ISBN:978-0-486-61480-9. LCCN:73084364. OCLC:422715817. QID:Q135479626.
- Harold Scott MacDonald Coxeter (1974). Regular complex polytopes (بالإنجليزية). London: Cambridge University Press. ISBN:978-0-521-20125-4. MR:0370328. OCLC:1320420. QID:Q134875353.
- Gerhard Ringel (1974). Map Color Theorem. Comprehensive Studies in Mathematics (209) (بالإنجليزية). Berlin: Springer Science+Business Media. DOI:10.1007/978-3-642-65759-7. ISBN:978-3-642-65759-7. OCLC:679997454. QID:Q134895494.
- Peter Pearce (1978). Structure in Nature: A Strategy for Design (بالإنجليزية). Cambridge: The MIT Press. ISBN:978-0-262-16064-3. OCLC:3542688. QID:Q134993882.
- Bonnie Stewart (1980). Adventures among the toroids: a study of quasiconvex, aplanar, tunneled orientable polyhedra of positive genus having regular faces with disjoint interiors (بالإنجليزية) (2nd ed.). Okemos. ISBN:978-0-686-11936-4. OCLC:7170362. QID:Q134888191.{{استشهاد بكتاب}}:  صيانة الاستشهاد: مكان بدون ناشر (link)
- Pasquale Joseph Federico (1982). Descartes on polyhedra: A Study of the De Solidorum Elementis. Sources in the History of Mathematics and Physical Sciences (4) (بالإنجليزية). New York: Springer Science+Business Media. ISBN:978-3-540-90760-2. MR:0680214. OCLC:720832177. QID:Q135006478.
- H. S. M. Coxeter; P. Du Val; H. T. Flather; J. F. Petrie (1982). The Fifty-Nine Icosahedra (بالإنجليزية). New York: Springer New York. DOI:10.1007/978-1-4613-8216-4. ISBN:978-1-4613-8216-4. MR:0676126. OCLC:840282841. QID:Q56417553.
- B. L. van der Waerden (1983). Geometry and Algebra in Ancient Civilizations (بالإنجليزية) (1st ed.). Berlin: Springer Science+Business Media. DOI:10.1007/978-3-642-61779-9. ISBN:978-0-387-12159-8. OCLC:9283378. QID:Q134986978.
- John Simpson; Edmund Weiner, eds. (1989). The Oxford English Dictionary (بالإنجليزية) (2nd ed.). Oxford: Oxford University Press. ISBN:978-0-19-861186-8. OCLC:611410378. OL:18318791M. QID:Q120829013.
- Martin Grötschel; László Lovász; Alexander Schrijver (1993). Geometric Algorithms and Combinatorial Optimization. Algorithms and Combinatorics (بالإنجليزية) (2nd ed.). Berlin: Springer Berlin Heidelberg. DOI:10.1007/978-3-642-78240-4. ISBN:978-3-540-56740-0. MR:1261419. OCLC:28293275. QID:Q134994005.
- Richard P. Stanley (1996). Combinatorics and commutative algebra. Progress in Mathematics (41) (بالإنجليزية) (2nd ed.). Boston: Birkhäuser. ISBN:978-0-8176-3836-8. OCLC:33080168. QID:Q134986922.
- Peter R. Cromwell (1997). Polyhedra: one of the most charming chapters of geometry (بالإنجليزية). Cambridge: Cambridge University Press. ISBN:978-0-521-55432-9. LCCN:96009420. MR:1458063. OCLC:5894556930. QID:Q134888807.
- Richard P. Stanley (1997). Enumerative Combinatorics. Cambridge Studies in Advanced Mathematics (49) (بالإنجليزية) (1st ed.). Cambridge: Cambridge University Press. Vol. 1. ISBN:978-0-521-66351-9. OCLC:1167424076. QID:Q134983844.
- William Thurston (1997). Silvio  Levy (ed.). Three-dimensional geometry and topology. Princeton mathematical series (35) (بالإنجليزية). Princeton: Princeton University Press. Vol. 1. ISBN:978-0-691-08304-9. MR:1435975. OCLC:886396382. QID:Q134983255.
- Robin Hartshorne (2000). Geometry: Euclid and Beyond. Undergraduate Texts in Mathematics (بالإنجليزية) (1st ed.). New York: Springer New York. DOI:10.1007/978-0-387-22676-7. ISBN:978-0-387-98650-0. MR:1761093. OCLC:247577065. QID:Q56227799.
- Peter McMullen; Egon Schulte (2002). Abstract Regular Polytopes. Encyclopedia of mathematics and its applications (83) (بالإنجليزية). Cambridge: Cambridge University Press. DOI:10.1017/CBO9780511546686. ISBN:978-0-511-06500-2. OCLC:133169118. Zbl:1039.52011. QID:Q55952851.
- Gabor Toth (2002). Glimpses of Algebra and Geometry. Undergraduate Texts in Mathematics (بالإنجليزية) (2nd ed.). New York: Springer New York. DOI:10.1007/B98964. ISBN:978-0-387-22455-8. OCLC:1165468602. QID:Q134885238.
- Beno Eckmann (2006). Mathematical Survey Lectures 1943-2004 (بالإنجليزية) (1st ed.). Berlin: Springer Berlin Heidelberg. DOI:10.1007/978-3-540-33791-1. ISBN:978-3-540-33790-4. MR:2269092. OCLC:262693068. QID:Q135009597.
- Siobhan Roberts (2006). King of infinite space:: Donald coxeter, the man who saved geometry (بالإنجليزية). New York City: Walker & Company. ISBN:978-0-8027-1832-7. OCLC:989122966. QID:Q135012332.
- Andreas Mortensen, ed. (2007). Concise encyclopedia of composite materials (بالإنجليزية) (2nd ed.). Amsterdam: Elsevier. ISBN:978-0-08-045126-8. OCLC:173218998. QID:Q134996986.
- Mark de Berg; Otfried Cheong; Marc van Kreveld; Mark Overmars (2008). Computational Geometry: Algorithms and Applications (PDF) (بالإنجليزية) (3rd ed.). Berlin: Springer Berlin Heidelberg. DOI:10.1007/978-3-540-77974-2. ISBN:978-3-540-77973-5. OL:16863671M. QID:Q55895913.
- Erik Demaine; Joseph O'Rourke (2008). Geometric folding algorithms: linkages, origami, polyhedra (بالإنجليزية). Cambridge: Cambridge University Press. ISBN:978-0-521-71522-5. OCLC:214307097. QID:Q134885203.
- David Richeson (2008). Euler's gem: the polyhedron formula and the birth of topology (بالإنجليزية). Princeton: Princeton University Press. ISBN:978-0-691-12677-7. MR:2440945. OCLC:225091369. QID:Q134899973.
- James H. Strauss; Ellen G. Strauss (2008). Viruses and human disease (بالإنجليزية) (2nd ed.). Amsterdam: Elsevier, Academic Press. DOI:10.1016/C2009-0-02104-7. ISBN:978-0-12-373741-0. OCLC:180191005. QID:Q135011493.
- Joseph Gubeladze; Winfried Bruns (2009). Polytopes, Rings, and K-Theory. Springer Monographs in Mathematics (بالإنجليزية). New York: Springer-Verlag New York. CiteSeerX:10.1.1.693.2630. DOI:10.1007/B105283. ISBN:978-0-387-76355-2. MR:2508056. OCLC:741492231. QID:Q134895229.
- Richard C. Powell (2010). Symmetry, group theory, and the physical properties of crystals. Lecture Notes in Physics (بالإنجليزية). New York: Springer New York. DOI:10.1007/978-1-4419-7598-0. ISBN:978-1-4419-7598-0. OCLC:696811618. QID:Q134964314.
- David A. Cox; John B. Little; Henry Koewing Schenck (2011). Toric varieties (PDF). Graduate Studies in Mathematics (124) (بالإنجليزية). Providence: American Mathematical Society. ISBN:978-0-8218-4819-7. OCLC:698027255. QID:Q134985290.
- Andrew M.Q. King; Michael J. Adams; Eric B. Carstens; Elliot J. Lefkowitz, eds. (2011). Virus taxonomy: classification and nomenclature of viruses: ninth report of the International Committee on Taxonomy of Viruses (بالإنجليزية). London: Elsevier. ISBN:978-0-12-384684-6. OCLC:774290274. OL:25224419M. QID:Q124079849.
- A. D. Aleksandrov; A. N. Kolmogorov; M. A. Lavrent’ev (2012). Mathematics: Its Content, Methods and Meaning (بالإنجليزية). Mineola: Dover Publications. ISBN:978-1-306-36894-0. OCLC:868965448. QID:Q134963481.
- Edward Popko (2012). Divide spheres: Geodesics and the orderly subdivision of the sphere (بالإنجليزية). Boca Raton: CRC Press. ISBN:978-1-4665-0430-1. OCLC:798122361. QID:Q134988670.
- Alfred S. Posamentier; Robert L. Bannister (2014). Geometry: its elements & structure. Dover books on mathematics (بالإنجليزية) (2nd ed.). New York: Dover Publications. ISBN:978-0-486-78216-4. OCLC:889221027. QID:Q134953934.
- Imre Lakatos (2015). John Worrall; Élie Zahar (eds.). Proofs and refutations: The logic of mathematical discovery. Cambridge philosophy classics (بالإنجليزية). Cambridge: Cambridge University Press. DOI:10.1017/CBO9781316286425. ISBN:978-1-107-11346-6. MR:3469698. OCLC:909025837. QID:Q134865875.
- Jan Flusser; Tomáš Sukup; Barbara Zitová (2017). 2D and 3D image analysis by moments (بالإنجليزية). Prague, Chichester: John Wiley & Sons Ltd. DOI:10.1002/9781119039402. ISBN:978-1-119-03935-8. OCLC:968766894. QID:Q134966214.
- Mircea Vasile Diudea (2018). Multi-shell Polyhedral Clusters. Carbon Materials: Chemistry and Physics (10) (بالإنجليزية) (1st ed.). Cham. DOI:10.1007/978-3-319-64123-2. ISBN:978-3-319-64123-2. OCLC:1503525743. QID:Q134975325.{{استشهاد بكتاب}}:  صيانة الاستشهاد: مكان بدون ناشر (link)
- Wolfram Hergert; Matthias Geilhufe (2018). Group Theory in Solid State Physics and Photonics: Problem Solving with Mathematica (بالإنجليزية). Weinheim: Wiley. ISBN:978-3-527-41300-3. OCLC:1032303077. QID:Q134966323.
- Noam Andrews (2022). The Polyhedrists: Art and Geometry in the Long Sixteenth Century (بالإنجليزية). Cambridge: The MIT Press. ISBN:978-0-262-04664-0. OCLC:1260820978. QID:Q134997715.

المقالات المحكَّمة
بالألمانية
- Hans E. Debrunner (1980). "Über Zerlegungsgleichheit von Pflasterpolyedern mit Würfeln". Archiv der Mathematik (بالألمانية). 35 (1): 583–587. DOI:10.1007/BF01235384. ISSN:0003-889X. MR:0604258. OCLC:5653307232. S2CID:121301319. Zbl:0437.51014. QID:Q55878029.

بالإنجليزية
- Battiscombe Gunn; T. Eric Peet (1929). "Four Geometrical Problems from the Moscow Mathematical Papyrus". Journal of Egyptian Archaeology (بالإنجليزية). 15 (3/4): 167–185. DOI:10.2307/3854111. ISSN:0307-5133. JSTOR:3854111. OCLC:5546375231. S2CID:192278129. QID:Q56225377.
- H. S. M. Coxeter (1930). "The polytopes with regular-prismatic vertex figures". Philosophical Transactions of the Royal Society A (بالإنجليزية). 229 (670–680): 329–425. Bibcode:1930RSPTA.229..329C. DOI:10.1098/RSTA.1930.0009. ISSN:1364-503X. OCLC:8582193242. Zbl:56.1119.03. QID:Q97011205.
- F. Bagemihl (1948). "On Indecomposable Polyhedra". American Mathematical Monthly (بالإنجليزية). 55 (7): 411–413. DOI:10.1080/00029890.1948.11999266. ISSN:0002-9890. JSTOR:2306130. OCLC:5556012085. QID:Q58247427.
- H. Martyn Cundy (1952). "Deltahedra". The Mathematical Gazette (بالإنجليزية). 36 (318): 263. DOI:10.2307/3608204. ISSN:0025-5572. JSTOR:3608204. OCLC:6067281474. QID:Q56457244.
- Martin Gardner (1966). "Mathematical Games: Is it possible to visualize a four-dimensional figure?". Scientific American (بالإنجليزية). 215 (5): 138–143. DOI:10.1038/SCIENTIFICAMERICAN1166-138. ISSN:0036-8733. JSTOR:24931332. QID:Q134985374.
- Howard Eves (1969). "Historically Speaking— A Geometry Capsule Concerning the Five Platonic Solids". The Mathematics Teacher (بالإنجليزية). 62 (1): 42–44. DOI:10.5951/MT.62.1.0042. ISSN:0025-5769. JSTOR:27958041. OCLC:8873871716. QID:Q134980556.
- B. Grünbaum; G. C. Shephard (1969). "Convex Polytopes" (PDF). Bulletin of the London Mathematical Society (بالإنجليزية). 1 (3): 257–300. DOI:10.1112/BLMS/1.3.257. ISSN:0024-6093. MR:0250188. Zbl:0183.26901. QID:Q56059040.
- Martin Berman (1971). "Regular-faced convex polyhedra". Journal of the Franklin Institute (بالإنجليزية). 291 (5): 329–352. DOI:10.1016/0016-0032(71)90071-8. ISSN:0016-0032. MR:0290245. OCLC:4924207364. QID:Q134974397.
- David W. Barnette (1973). "A proof of the lower bound conjecture for convex polytopes". Pacific Journal of Mathematics (بالإنجليزية). 46 (2): 349–354. DOI:10.2140/PJM.1973.46.349. ISSN:0030-8730. MR:0328773. OCLC:5721491992. Zbl:0264.52006. QID:Q122966282.
- N. J. Bridge (1974). "Facetting the dodecahedron". Acta Crystallographica (بالإنجليزية). A30: 548–552. Bibcode:1974AcCrA..30..548B. DOI:10.1107/S0567739474001306. ISSN:0365-110X. QID:Q134982669.
- J.V. Field (1979). "Kepler's star polyhedra". Vistas in Astronomy (بالإنجليزية). 23: 109–141. Bibcode:1979VA.....23..109F. DOI:10.1016/0083-6656(79)90001-1. ISSN:0083-6656. OCLC:4927687478. QID:Q134973065.
- Wilbur Knorr (1983). "On the transmission of geometry from Greek into Arabic". Historia Mathematica (بالإنجليزية). 10 (1): 71–78. DOI:10.1016/0315-0860(83)90034-4. ISSN:0315-0860. MR:0698139. OCLC:4638655471. QID:Q134984298.
- H.S.M. Coxeter (1985). "A special book review: M.C. Escher: His life and complete graphic work". The Mathematical Intelligencer (بالإنجليزية). 7: 59–71. ISSN:0343-6993. S2CID:189887063. QID:Q134980782.
- Joseph S. B. Mitchell; David M. Mount; Christos H. Papadimitriou (1987). "The Discrete Geodesic Problem". SIAM Journal on Computing (بالإنجليزية). 16 (14): 647–668. DOI:10.1137/0216045. ISSN:0097-5397. MR:0899694. OCLC:8625775065. QID:Q135003171.
- Marjorie Senechal (1989). "A Brief Introduction to Tilings". Introduction to the mathematics of quasicrystals. Aperiodicity and order (بالإنجليزية): 1–52. QID:Q134963554.
- Keith Robin McLean (1990). "Dungeons, Dragons and Dice". The Mathematical Gazette (بالإنجليزية). 74 (469): 243–256. DOI:10.2307/3619822. ISSN:0025-5572. JSTOR:3619822. OCLC:6067262434. S2CID:195047512. QID:Q71826335.
- Ron Goldman (1991). "IV.1 - Area of planar polygons and volume of polyhedra". Graphics Gems II. Graphics gems series (بالإنجليزية): 170–171. DOI:10.1016/B978-0-08-050754-5.50043-8. ISBN:978-0-12-064480-3. QID:Q134963021.
- K. A. Kitchen (1991). "The chronology of ancient Egypt". World Archaeology (بالإنجليزية). 23 (2): 201–208. DOI:10.1080/00438243.1991.9980172. ISSN:0043-8243. OCLC:9970795075. QID:Q53964547.
- Lucio Saffaro (1992). "Cosmoids, fullerenes and continuous polygons". Fullerenes: Status And Perspectives - Proceedings Of The First Italian Workshop. World Scientific advanced series in fullerenes (بالإنجليزية): 55–65. ISBN:978-981-4537-19-3. QID:Q135002015.
- Oded Schramm (1992). "How to cage an egg". Inventiones Mathematicae (بالإنجليزية). 107 (1): 543–560. Bibcode:1992InMat.107..543S. DOI:10.1007/BF01231901. ISSN:0020-9910. OCLC:5653307959. Zbl:0726.52003. QID:Q30054771.
- Jean E. Taylor (1992). "Zonohedra and Generalized Zonohedra". American Mathematical Monthly (بالإنجليزية). 99 (2): 108–111. DOI:10.2307/2324178. ISSN:0002-9890. JSTOR:2324178. MR:1144350. OCLC:6067036308. Zbl:0757.52006. QID:Q55898540.
- Pat Hanrahan (1993). "Global visibility algorithms for illumination computations". Proceedings of the 20th annual conference on Computer graphics and interactive techniques  - SIGGRAPH '93 (بالإنجليزية): 239–246. DOI:10.1145/166117.166148. ISBN:978-0-89791-601-1. OCLC:8877041980. S2CID:7957200. QID:Q135003102.
- Branko Grünbaum (1994). "Polyhedra with Hollow Faces". Polytopes: Abstract, Convex and Computational. Nato ASI Series F (بالإنجليزية): 43–70. DOI:10.1007/978-94-011-0924-6_3. ISBN:978-94-010-4398-4. QID:Q29307933.
- Branko Grünbaum (1994). "Regular polyhedra". Companion encyclopedia of the history and philosophy of the mathematical sciences. Routledge reference (بالإنجليزية). 2: 866–876. ISBN:978-0-415-09238-8. QID:Q135010478.
- Joseph O'Rourke; A. John Mallinckrodt (1995). "Computational Geometry in C". Computers in Physics (بالإنجليزية). 9 (1): 55. Bibcode:1995ComPh...9...55O. DOI:10.1063/1.4823371. ISSN:0894-1866. OCLC:5168033934. QID:Q57275920.
- Krzysztof Kołodziejczyk (1996). "An 'odd' formula for the volume of three-dimensional lattice polyhedra". Geometriae Dedicata (بالإنجليزية). 61: 271–278. DOI:10.1007/BF00150027. ISSN:0046-5755. MR:1397808. OCLC:5655170831. S2CID:121162659. QID:Q134983977.
- J.V. Field (1997). "Rediscovering the Archimedean polyhedra: Piero della Francesca, Luca Pacioli, Leonardo da Vinci, Albrecht Dürer, Daniele Barbaro, and Johannes Kepler". Archive for History of Exact Sciences (بالإنجليزية). 50: 241–289. DOI:10.1007/BF00374595. ISSN:0003-9519. JSTOR:41134110. MR:1457069. OCLC:5648471112. S2CID:118516740. QID:Q134999263.
- Branko Grünbaum (1997). "Isogonal Prismatoids". Discrete and Computational Geometry (بالإنجليزية). 18 (1): 13–52. DOI:10.1007/PL00009307. ISSN:0179-5376. OCLC:5648283271. Zbl:0880.51012. QID:Q54152760.
- Branko Grünbaum (1999). "Acoptic polyhedra". Advances in Discrete and Computational Geometry. Contemporary mathematics (بالإنجليزية): 163–199. DOI:10.1090/CONM/223/03137. ISBN:978-0-8218-0674-6. MR:1661382. QID:Q56059035.
- J. Bokowski; A. Guedes de Oliveira (2000). "On the Generation of Oriented Matroids". Discrete and Computational Geometry (بالإنجليزية). 24 (2): 197–208. DOI:10.1007/S004540010027. ISSN:0179-5376. MR:1756651. OCLC:5648433031. Zbl:0969.52008. QID:Q56059036.
- Benno Büeler; Andreas Enge; Komei Fukuda (2000). "Exact Volume Computation for Polytopes: A Practical Study". Polytopes - Combinations and Computation. Oberwolfach Seminars (بالإنجليزية): 131–154. CiteSeerX:10.1.1.39.7700. DOI:10.1007/978-3-0348-8438-9_6. ISBN:978-3-7643-6351-2. OCLC:197616052. QID:Q56059041.
- V. V. Buldygin; A. B. Kharazishvili (2000). Geometric Aspects of Probability Theory and Mathematical Statistics. Mathematics and Its Applications (514) (بالإنجليزية) (1st ed.). Dordrecht: Springer Science+Business Media. DOI:10.1007/978-94-017-1687-1. ISBN:978-0-7923-6413-9. OCLC:44045587. QID:Q134971568.
- H. Burgiel; D. Stanton (2000). "Realizations of Regular Abstract Polyhedra of Types {3,6} and {6,3}". Discrete and Computational Geometry (بالإنجليزية). 24 (2): 241–256. DOI:10.1007/S004540010030. ISSN:0179-5376. MR:1758047. OCLC:5648466285. Zbl:0959.51019. QID:Q56059037.
- Jöran Friberg (2000). "Mathematics at Ur in the Old Babylonian Period". Revue d'assyriologie et d'archéologie orientale (بالإنجليزية). 94 (2): 97–188. ISSN:0373-6032. JSTOR:23281940. OCLC:963400335. QID:Q134908889.
- Christopher Zeeman (2002). "On Hilbert's third problem". The Mathematical Gazette (بالإنجليزية). 86 (506): 241–247. DOI:10.2307/3621846. ISSN:0025-5572. JSTOR:3621846. OCLC:5546315163. S2CID:125593771. QID:Q134875489.
- Branko Grünbaum (2003), Are Your Polyhedra the Same as My Polyhedra? (بالإنجليزية), pp. 461–488, CiteSeerX:10.1.1.102.755, DOI:10.1007/978-3-642-55566-4_21, MR:2038487, OCLC:208219827, QID:Q55896537
- Gerald L. Alexanderson (2006). "About the cover: Euler and Königsberg's Bridges: A historical view". Bulletin of the American Mathematical Society (بالإنجليزية). 43 (04): 567–574. DOI:10.1090/S0273-0979-06-01130-X. ISSN:0273-0979. MR:2247921. OCLC:200471939. Zbl:1145.01007. QID:Q56050598.
- Guy Inchbald (2006). "Facetting diagrams". The Mathematical Gazette (بالإنجليزية). 90 (518): 253–261. DOI:10.1017/S0025557200179653. ISSN:0025-5572. JSTOR:40378613. OCLC:9988276744. S2CID:233358800. QID:Q134982693.
- Christopher Francese; David Richeson (2007). "The flaw in Euler's proof of his polyhedral formula". American Mathematical Monthly (بالإنجليزية). 114 (4): 286–296. DOI:10.1080/00029890.2007.11920417. ISSN:0002-9890. MR:2281926. OCLC:9964374875. S2CID:10023787. QID:Q134999764.
- Branko Grünbaum (2007). "Graphs of polyhedra; polyhedra as graphs". Discrete Mathematics (بالإنجليزية). 307 (3–5): 445–463. DOI:10.1016/J.DISC.2005.09.037. hdl:1773/2276. ISSN:0012-365X. MR:2287486. Zbl:1111.51018. QID:Q56047069.
- Branko Grünbaum (2009). "An enduring error". Elemente der Mathematik (بالإنجليزية). 64 (3): 89–101. DOI:10.4171/EM/120. ISSN:0013-6018. MR:2520469. OCLC:436174217. Zbl:1176.52002. QID:Q55877844.
- Joseph O’Rourke (2008). "Unfolding orthogonal polyhedra". Contemporary mathematics (بالإنجليزية). 453: 307–317. DOI:10.1090/CONM/453/08805. ISSN:1098-3627. MR:2405687. OCLC:7761594931. QID:Q56059042.
- José Calvo-López; Miguel Ángel Alonso-Rodríguez (2010). "Perspective versus Stereotomy: From Quattrocento Polyhedral Rings to Sixteenth-Century Spanish Torus Vaults". Nexus Network Journal (بالإنجليزية). 12: 75–111. DOI:10.1007/S00004-010-0018-4. ISSN:1590-5896. OCLC:5648487463. QID:Q134997074.
- Victor Alexandrov (2011). "The Dehn invariants of the Bricard octahedra". Journal of Geometry (بالإنجليزية). 99 (1–2): 1–13. arXiv:0901.2989. CiteSeerX:10.1.1.243.7674. DOI:10.1007/S00022-011-0061-7. ISSN:0047-2468. MR:2823098. OCLC:5648294209. S2CID:17515249. Zbl:1231.52019. QID:Q55898539.
- Enrico Gamba (2012). "The Mathematical Ideas of Luca Pacioli Depicted by Iacopo de' Barbari in the Doppio ritratto". Imagine math: between culture and mathematics (بالإنجليزية): 267–271. DOI:10.1007/978-88-470-2427-4_25. ISBN:978-88-470-2426-7. OCLC:5661020554. QID:Q134997569.
- Arthur Lee Loeb (2012). "Polyhedra: Surfaces or Solids?". Shaping Space: Exploring Polyhedra in Nature, Art, and the Geometrical Imagination (بالإنجليزية): 65–75. DOI:10.1007/978-0-387-92714-5_5. ISBN:978-0-387-92713-8. QID:Q134877427.
- Günter Rote (2012). "Realizing Planar Graphs as Convex Polytopes". Graph drawing: 19th international symposium, GD 2011, Eindhoven, the Netherlands, September 21-23, 2011 : revised selected papers. Lecture Notes in Computer Science (بالإنجليزية): 238–241. DOI:10.1007/978-3-642-25878-7_23. ISBN:978-3-642-25877-0. OCLC:5661857376. Zbl:1311.68125. QID:Q56555111.
- A.V. Timofeenko (2012). "Junction of noncomposite polyhedra". St. Petersburg Mathematical Journal (بالإنجليزية). 23: 779–780. DOI:10.1090/S1061-0022-10-01105-2. ISSN:1061-0022. OCLC:805877477. QID:Q134978889.
- Kyoko Hagino; Ryo Onuma; Masanobu Kawachi; Takeo Horiguchi (2013). "Discovery of an endosymbiotic nitrogen-fixing cyanobacterium UCYN-A in Braarudosphaera bigelowii (Prymnesiophyceae)". بلوس ون (بالإنجليزية). 8 (12): 1–11. Bibcode:2013PLoSO...881749H. DOI:10.1371/JOURNAL.PONE.0081749. ISSN:1932-6203. OCLC:7181312326. PMC:3852252. PMID:24324722. QID:Q28661302.{{استشهاد بدورية محكمة}}:  صيانة الاستشهاد: دوي مجاني غير معلم (link)
- Seng Poh Lim; Habibollah Haron (2014). "Surface reconstruction techniques: a review". Artificial Intelligence Review (بالإنجليزية). 42: 59–78. DOI:10.1007/S10462-012-9329-Z. ISSN:0269-2821. OCLC:5676378949. S2CID:254232891. QID:Q135003438.
- Vico Montebelli (2015). "Luca Pacioli and perspective (part I)". Lettera Matematica (بالإنجليزية). 3: 135–141. DOI:10.1007/S40329-015-0090-4. ISSN:2281-6917. MR:3402538. OCLC:5888276824. S2CID:193533200. QID:Q134999429.
- Taneli Luotoniemi (2017). "Crooked Houses: Visualizing the Polychora with Hyperbolic Patchwork". Proceedings of Bridges 2017: Mathematics, Art, Music, Architecture, Education, Culture (بالإنجليزية). ISBN:978-1-938664-22-9. ISSN:1099-6702. QID:Q134930701.
- Michael Friedman (2018). A History of Folding in Mathematics: Mathematizing the Margins. Science Networks. Historical Studies (59) (بالإنجليزية). Cham: Birkhäuser. DOI:10.1007/978-3-319-72487-4. ISBN:978-3-319-72486-7. OCLC:1038067301. QID:Q135004968.
- Mohammad Ghomi (2018). "Dürer's unfolding problem for convex polyhedra" (PDF). Notices of the American Mathematical Society (بالإنجليزية). 65 (1): 25–27. DOI:10.1090/NOTI1609. ISSN:0002-9920. MR:3726673. QID:Q134973018.
- Hakan Hisarligil; Beyhan Bolak Hisarligil (2018). "The Geometry of Cuboctahedra in Medieval Art in Anatolia". Nexus Network Journal (بالإنجليزية). 20: 125–152. DOI:10.1007/S00004-017-0363-7. ISSN:1590-5896. OCLC:7467872719. QID:Q134993961.
- Andrea Bréard; Constance A. Cook (2019). "Cracking bones and numbers: solving the enigma of numerical sequences on ancient Chinese artifacts". Archive for History of Exact Sciences (بالإنجليزية). 74 (4): 313–343. DOI:10.1007/S00407-019-00245-9. ISSN:0003-9519. OCLC:8607535536. S2CID:253898304. Zbl:1447.01004. QID:Q126583910.

بالفرنسية
- J. -P. Sydler (1965). "Conditions nécessaires et suffisantes pour l'équivalence des polyèdres de l'espace euclidien à trois dimensions". Commentarii Mathematici Helvetici (بالفرنسية). 40 (1): 43–80. DOI:10.1007/BF02564364. ISSN:0010-2571. MR:0192407. OCLC:5653461419. S2CID:123317371. Zbl:0135.20906. QID:Q127843147.

الأطاريح
- Gianmarco Cherchi (2019), Polycube Optimization and Applications: From the Digital World to Manufacturing (بالإنجليزية), Supervisor: Riccardo Scateni, University of Cagliari, hdl:11584/261570, QID:Q134943658

## روابط خارجية

### النظرية العامة
- إريك و. ويستاين، "متعدد الوجوه"، ماثوورلد (بالإنجليزية)
- صفحات متعددات الوجوه (بالإنجليزية)
- حل مُحتَتِن لمتعددات الوجوه المحتتنة للدكتور تسفي هارئيل نسخة محفوظة 2015-11-27 على موقع واي باك مشين. (بالإنجليزية)
- التناظر، والبلورات ومتعددات الوجوه (بالإنجليزية)

### قوائم وقواعد معطيات متعددات الوجوه
- متعددات الوجوه في الواقع الافتراضي – موسوعة متعددات الوجوه. (بالإنجليزية)
- نماذج الهندسة الإلكترونية – يحتوي على مجموعة مختارة من متعددات الوجوه ذات الخصائص غير العادية والتي راجعها من الأقران. (بالإنجليزية)
- نماذج متعددات الوجوه – متعددات الوجوه الافتراضية. (بالإنجليزية)
- نماذج ورقية لمتعددات الوجوه المحتتنة (وغيرها) (بالإنجليزية)

### البرمجيات المجانية
- وفرة متعددات وجوه – مجموعة تفاعلية ومجانية من متعددات الوجوه في جافا (Java). تشمل الميزات شبكات، ومقاطع مستوية، وثنويات، وبُتُور، واستنجامات لأكثر من 300 متعدد وجوه. (بالإنجليزية)
- مُشَرِّح متعددات الأكناف النجمية في الفضاء الفوقي – بُريمِج جافا مستكشف، يتضمن مجموعة متنوعة من خيارات العرض ثلاثي الأبعاد (بالإنجليزية)
- أوبن SCAD (openSCAD) – برمجية مجانية متعددة المنصات للمبرمجين. تعد متعددات الوجوه واحدة من الأشياء التي يمكنك تصميمها. يتوفر أيضًا دليل المستخدم لبرمجية أوبن SCAD. (بالإنجليزية)
- أوبن فوليم ماش (OpenVolumeMesh) – مكتبة C++ مفتوحة المصدر ومتعددة المنصات لمناولة الشبكات من متعددات الوجوه. طورتها مجموعة رسوميات الحاسوب في آخن، جامعة آخن التقنية. (بالإنجليزية)
- بوليهيدرونيسم (Polyhedronisme) نسخة محفوظة 2012-04-25 على موقع واي باك مشين. – أداة قائمة على الويب لتوليد نماذج متعددات الوجوه باستخدام تدوين كونواي لمتعددات الوجوه. يمكن تصدير النماذج على شكل صور PNG ثنائية الأبعاد أو ملفات OBJ ثلاثية الأبعاد أو VRML2. (بالإنجليزية)

### موارد لصنع النماذج المادية
- نماذج ورقية لمتعددات الوجوه شبكات مجانية لمتعددات الوجوه. (بالإنجليزية)
- تعليمات بسيطة لإنشاء أكثر من 30 متعدد وجوه من الورق (بالإنجليزية)
- متعددات وجوه مَجْدُولَة بشرائط ورقية – نماذج متعددات وجوه منشأة دون استخدام الغراء. (بالإنجليزية)